# Gran Companyia Catalana
La Gran Companyia Catalana (Exercitus francorum, Societas exercitus catalanorum, Societas cathalanorum, Magna Societas Catalanorum) fou una companyia de mercenaris creada el 1303 per Roger de Flor i formada majoritàriament per almogàvers aragonesos i catalans veterans de la Guerra de Sicília.
La Gran Companyia arribà a estar formada per uns 6.500 almogàvers i va ser contractada l'any 1303 per l'emperador Andrònic II Paleòleg per lluitar contra els turcs otomans que amenaçaven l'Imperi Romà d'Orient. El 1305, després de dos anys de victorioses campanyes contra els turcs, el fill de l'emperador romà d'Orient ordenà l'assassinat de Roger de Flor i l'extermini de la Companyia; malgrat perdre el seu cabdill i gran quantitat dels seus efectius, la Companyia sobrevisqué i es feu forta a la regió de Tràcia, des d'on declarà la guerra contra l'Imperi Romà d'Orient en l'anomenada Venjança Catalana. Durant dos anys la host almogàver es lliurà a una guerra de devastació i desolació del territori romà d'Orient. La Gran Companyia visqué aleshores un període de confrontació interna provocat per les disputes pel cabdillatge i els interessos de les potències estrangeres per tal d'assolir-ne el control. Després d'aquest període de confrontació interna, la Gran Companyia abandonà la Tràcia i es desplaçà cap a Grècia on fou contractada pel Duc d'Atenes; finalitzat el servei, aquest no els volgué pagar allò que havien acordat, i la Companyia declarà la guerra al duc, que fou derrotat. La Companyia prengué el control del Ducat d'Atenes, ampliant posteriorment els seus dominis fins a la Neopàtria, on s'establiren com a senyors feudals. Ambdós ducats restaren en mans de la Gran Companyia durant aproximadament un segle.
| «                    | Els fa invencibles llur sol aspecte i amb llurs propis cossos confirmen les mutilacions de la Hidra. Car ni aquestes ni la privació de membres conté sa embranzida, sinó que si els talles una mà combaten amb la que els queda, si els talles les dues lluiten amb els peus, no sentint la manca de membres sinó només no poder usar de sa destresa, (…). Fins a tal punt valoren en res morir en el combat i sortir amb el cos il·lès de la topada de les armes que moltes vegades consideren fins i tot aquesta sort com un ultratge en la seva impetuosa fúria, sense que res abasti a deturar-los... | » |
| — Theodulus Monachus | |   |

## Situació geopolítica de la Mediterrània Oriental

### L'Imperi Romà d'Orient des delseglevfins alseglexiii

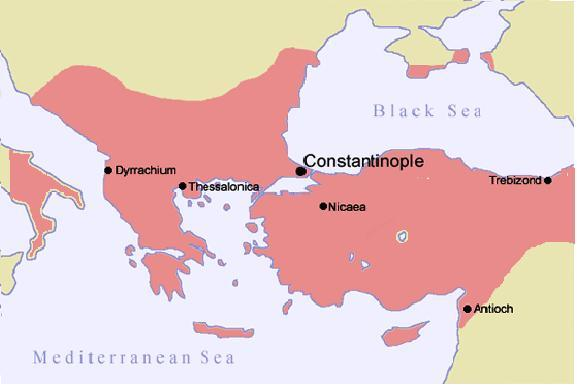
Mapa de l'Imperi Romà d'Orient el 1025

Després de la caiguda de l'Imperi Romà d'Occident sota les hordes bàrbares l'any 476, la part oriental de l'Imperi Romà, de cultura eminentment grega, sobrevisqué; és el que s'ha anomenat Imperi Romà d'Orient. Després d'un període de dos segles en què els emperadors tractaren de reconquerir els territoris perduts a Occident a mans dels bàrbars, a partir del [segle vii] l'Imperi Romà d'Orient caigué en un període de decadència. Al [segle ix visqué un segon període de renaixement però a partir del segle xi s'inicià un nou període de crisis a causa de la invasió islàmica dels turcs seljúcides que culminà en la derrota de la batalla de Mantziciert. A Occident, entre el 1060 i el 1076, els normands van expulsar els romans d'Orient d'Itàlia i pocs anys després, la Primera Croada, patrocinada des de l'Occident Catòlic i que teòricament havia de defensar l'Imperi Romà d'Orient de confessió Ortodoxa, acabà amb l'establiment de diversos estats catòlics a Terra Santa. En la Tercera Croada, l'emperador Frederic Barbaroja es va plantejar ja obertament la conquesta de l'Imperi Romà d'Orient, però va ser la Quarta Croada la que va tenir un efecte més devastador sobre l'Imperi Romà d'Orient.
La Quarta Croada (1202 - 1204) fou promoguda pel Papa Innocenci III amb la intenció originària d'alliberar Terra Santa a través d'una invasió d'Egipte. Per contra, l'abril de 1204, els croats occidentals catòlics acabaren conquerint Constantinoble, l'epicentre dels cristians ortodoxos i derrocant l'Imperi Romà d'Orient. La Quarta Croada fou l'acte final que segellà irremeiablement el Gran Cisma d'Orient entre l'Església Ortodoxa Oriental i Església Catòlica Romana d'Occident. La caiguda de Constantinoble en mans dels croats suposà la destrucció de l'Imperi Romà d'Orient i la creació de diversos ducats francs catòlics (també anomenats estats llatins): Imperi Llatí, amb els estats vassalls Regne de Tessalònica, Principat d'Acaia, Ducat d'Atenes i Ducat de Demòtica. Les províncies romanes d'Orient que pogueren resistir la conquesta dels francs es convertiren en estats grecs ortodoxos independents, donant lloc a l'aparició de l'Imperi de Nicea, el Despotat de l'Epir, l'Imperi de Trebisonda i el Despotat de Sinope. D'entre aquests estats grecs ortodoxos, l'Imperi de Nicea, controlat per la Dinastia dels Paleòlegs, va aconseguir destruir l'Imperi Llatí i reconquerir l'antiga capital imperial Constantinoble l'any 1261, proclamant a partir d'aleshores el restabliment de l'Imperi Romà d'Orient sota la dinastia dels Paleòlegs.
Per contra, ja el mateix 1261 un nou avenç dels turcs va reduir considerablement els dominis de l'imperi a Anatòlia; d'altra banda, als Balcans va haver de competir amb els estats grecs i llatins que havien sorgit arran de la conquesta de Constantinoble el 1204; finalment, a la Mediterrània, la superioritat naval veneciana deixava poques opcions a un cada volta més debilitat Imperi Romà d'Orient. La dinastia imperial dels Paleòleg realitzava tots els esforços possibles per mantenir l'imperi, però no tan sols s'havia d'enfrontar a les múltiples amenaces exteriors, sinó que alhora els complots per derrocar la seva dinastia se succeïen. Per això, els Paleòleg cercaren ajut a l'exterior, recolzant-se inicialment en la República de Gènova.

### La Casa d'Anjou i la presència dels francs a Grècia

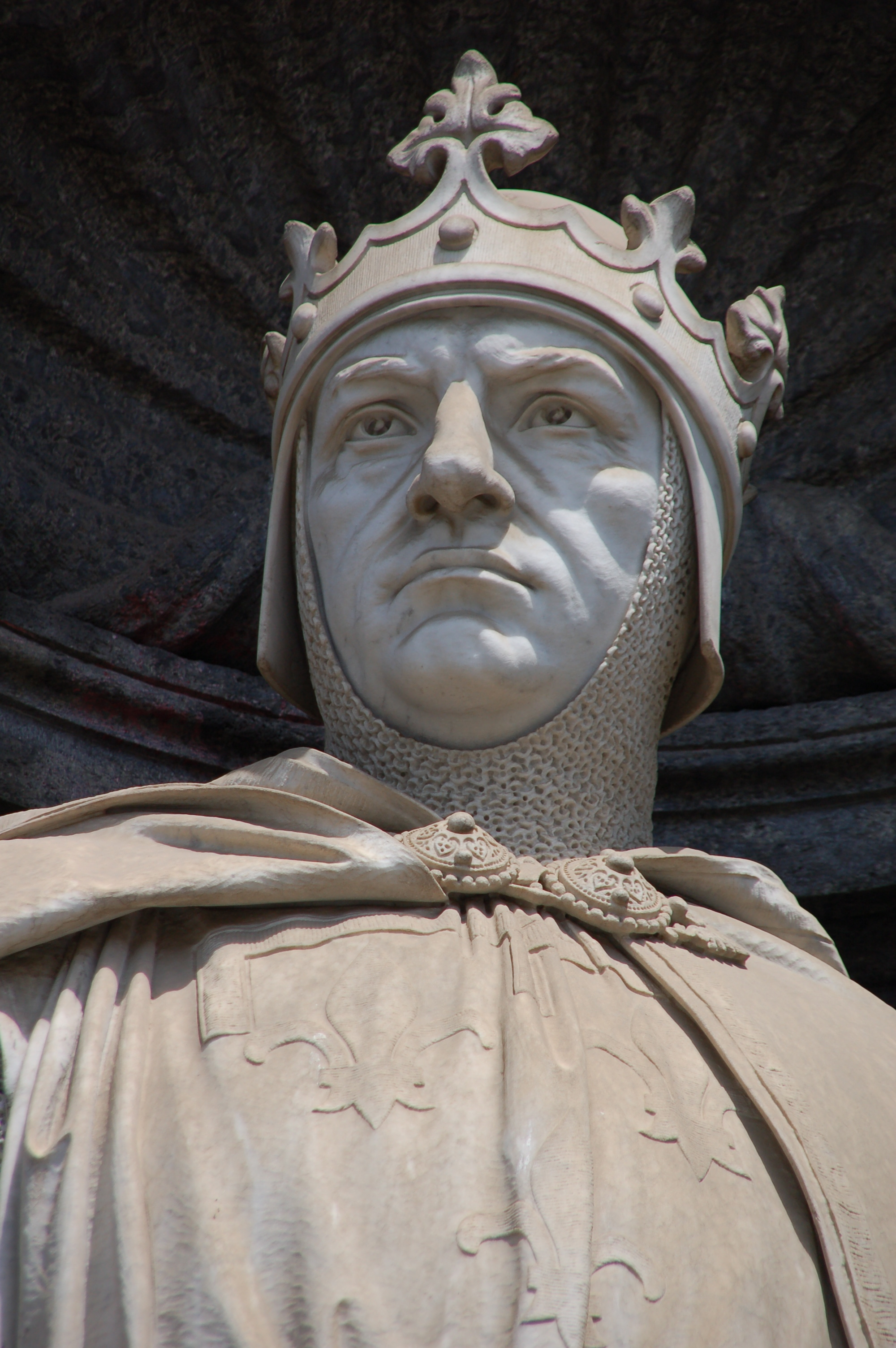
Carles I d'Anjou

El 1267, mitjançant el Tractat de Viterbo, Carles I d'Anjou, germà del rei Lluís IX de França, aconseguí els drets dels estats francs catòlics de Grècia per reconquerir novament Constantinoble pactant una aliança entre el papa Martí IV, Balduí II de Constantinoble, i la República de Venècia. El 1269 l'emperador romà d'Orient Miquel VIII Paleòleg es va avançar a Carles I d'Anjou i atacà l'aliat del francès, Joan de Tessàlia. Els romans d'Orient marxaren contra Joan de Tessàlia però foren derrotats (1271) i el tessali va avançar cap a Constantinoble. Aleshores els romans d'Orient van ocupar Negrepont (Eubea) i van destruir la flota de Joan de Tessàlia, de manera que les tropes d'aquest es van haver de retirar.

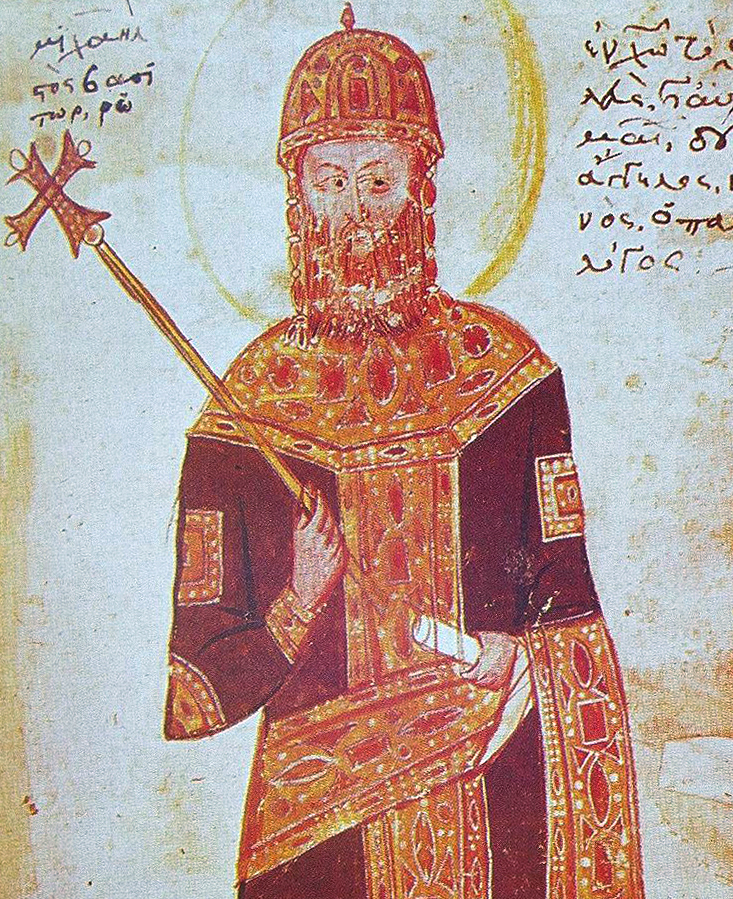
Miquel VIII Paleòleg

Aquest enfrontament fou tan sols el preludi de la croada general que preparava la Casa d'Anjou contra Constantinoble. Davant el fracassat intent militar per aturar-la, l'emperador romà d'Orient Miquel VIII Paleòleg va tractar d'evitar-la amb la promesa d'acabar amb el Cisma d'Orient, enviant a Vec (Veccus) i a altres eclesiàstics a un concili que es va fer a Lió el 1274 on es va proclamar la unió i la submissió de l'església grega al Sant Pare de Roma. Però aquesta unió fou de fet boicotejada pel clergat i la població grega, de manera que l'emperador romà d'Orient Miquel VIII Paleòleg va deposar el patriarca Josep que s'oposava a la unió i va nomenar Vec; els opositors a la unió foren castigats severament i tot Grècia va estar un temps en commoció religiosa.
Transcorreguts 13 anys des de la signatura del Tractat de Viterbo, la reconquesta de Constantinoble encara no s'havia produït; l'antic emperador derrocat pels romans d'Orient Balduí II de Constantinoble va morir el 1273, de manera que els drets sobre Constantinoble recaigueren en el seu fill Felip (nominalment Felip I emperador llatí); s'intentà una nova ofensiva contra els romans d'Orient, aquest cop amb les tropes franques sota el comandament de Soliman Rossi, un cavaller francès que va entrar a l'Imperi pel nord i es va trobar amb els grecs a Belgrad; els grecs, comandants pel domèstic Tarcaniota, van aconseguir derrotar els francs en una sagnant batalla el 1281. A fi d'evitar qualsevol altre intent de reconquesta de Constantinoble per part de la Casa d'Anjou, l'emperador romà d'Orient Miquel VIII Paleòleg va prendre la decisió de donar suport al rei Pere II "el Gran", enfrontat també a la Casa d'Anjou pel domini de Sicília; amb aquesta estratègia, Miquel VIII Paleòleg equipà una flota que donà suport a les tropes catalanes i aragoneses en la seva lluita contra els francesos a la Guerra de Sicília. Poc després, l'emperador Miquel VIII Paleòleg va morir l'11 de desembre del 1282 als 58 anys. Li va succeir el seu fill Andrònic II Paleòleg.

### La invasió turca i els emirats islàmics

El Soldanat de Rum assentat en els territoris conquerits a l'Imperi Romà d'Orient

Els turcs Oghuz foren una horda o federació de tribus turques seminòmades de l'Àsia central establerta entre la mar Càspia i el mar d'Aral. Practicants del xamanisme, a partir del segle x el clan turc dels seljúcides se'n separà i, convertits a l'islam, envaïren Pèrsia on fundaren l'Imperi Seljúcida. L'any 1071 els seljúcides derrotaren l'Imperi Romà d'Orient en la batalla de Mantziciert i en les terres conquerides a Anatòlia hi fundaren el Soldanat de Rum. A partir d'aleshores els seljúcides afavoriren la immigració des de l'Àsia central d'altres tribus de turcs Oghuz per tal que colonitzessin Anatòlia i poder assentar-les a les zones fronteres (marques) amb l'Imperi Romà d'Orient, evitant així qualsevol contraatac romà d'Orient i consolidant-hi la islamització. El cap de la zona fronterera (marques) rebé la denominació de Bey, i les tribus turques, liderades pels beys respectius, rebien ajut militar i financer dels seljúcides en cas d'atac romà d'Orient. Però el 1243 els mongols derrotaren els seljúcides en la batalla de Köse Dağ, i a partir d'aleshores els beis començaren a declarar-se independents donant lloc a la creació de beilicats.
Davant la debilitat creixent de l'Imperi Romà d'Orient, els beys continuaren la seva ofensiva contra l'occident atacant les ciutats romanes d'Orient d'Anatòlia; d'aquesta manera, els turcs prosseguiren colonitzant l'Anatòlia on fundaren nous beilicats (gabelles turques en català medieval) establint-se forma de petits emirats. Vers el 1300's, els turcs ja havien arribat a les costes de la mar Egea, sent els beilicats més poderosos els de Karaman-oğhlu i el Germiyan-oğhlu. El beilicat d'Osman-oğhlu, precedent de l'Imperi Otomà, estava situat a la zona nord-occidental mentre al llarg de la costa egea, i de nord a sud, hi havia el de Karesi-oğhlu, el de Saruhan-oğhlu, el d'Aydın-oğhlu, el de Menteşe-oğhlu i el de Hamit-oğhlu.

### La Corona d'Aragó i l'Imperi Romà d'Orient

El Regne de Sicília estava format pels territoris de Nàpols i de l'illa de Sicília

L'origen de la companyia de mercenaris almogàvers es remunta a la Guerra de Sicília (1282-1289). Aquesta guerra s'inicià quan Manfred I de Sicília, fill natural de l'emperador Frederic II d'Alemanya, va organitzar una coalició amb la Itàlia central i del nord contra el poder papal, i amb l'ajut dels gibel·lins de Siena va derrotar els güelfs de Florència el 1260 en la batalla de Montaperti. Aleshores el papa francès Climent IV demanà ajut a Carles I d'Anjou, germà del rei Lluís IX de França, investint-lo com a rei de Sicília, regne format per l'illa de Sicília i el sud de la Península italiana, a canvi d'expulsar Manfred dels feus papals. Acceptant aquest oferiment, el 1266 Carles I d'Anjou envaí el Regne de Sicília amb el suport del Papa Climent IV i en la batalla de Benevent Manfred I de Sicília fou derrotat i mort per les tropes franceses.
Per la seva banda, el rei Pere III d'Aragó, fill de Jaume I d'Aragó "el Conqueridor", s'havia compromès matrimonialment el 1260 amb Constança de Sicília, filla de Manfred I de Sicília. Aquest matrimoni entre Constança de Sicília i el rei Pere "el Gran" legitimà la intervenció armada de la Corona d'Aragó en els afers de Sicília. Constança de Sicília, legítima hereva del regne de Sicília, reclamà els seus drets a la mort del seu cosí Conradí de Sicília el 1268, i per fer valdre aquests drets, Pere III d'Aragó "el Gran" envià una força expedicionària comandada per Guillem Galceran de Cartellà composta per almogàvers, ballesters i llancers, en una guerra que es va estendre a Catalunya quan el papa va declarar la Croada contra la Corona d'Aragó. Però les campanyes militars van ser un desastre per Carles I d'Anjou, que va veure com el 1284 el seu fill, Carles d'Anjou, era capturat, i l'any següent moria el seu germà, el rei Felip III de França.
En aquest context, l'enfrontament armat entre la Corona d'Aragó i la Casa d'Anjou oferí a l'Imperi Romà d'Orient la possibilitat d'aliar-se amb la Corona d'Aragó per tal de lluitar plegats contra l'enemic comú, la Casa d'Anjou. Però el 1285 moria el rei Pere II, que fou succeït pel seu fill Alfons II mentre el germà d'aquest, el Príncep Jaume d'Aragó, restava com a Lloctinent de Sicília. Al cap de sis anys però, morí Alfons III d'Aragó i el Príncep Jaume esdevingué Jaume II d'Aragó, qui al seu torn nomenà a l'altre germà, el Príncep Frederic d'Aragó, com a nou Lloctinent de Sicília. Però per la Pau d'Anagni, el rei Jaume II cedí el Regne de Sicília al papa profrancès Bonifaci VIII, qui tenia la intenció d'entregar-lo al francès Carles II d'Anjou. Però malgrat el tractat, la noblesa siciliana rebutjà a Carles II d'Anjou com a nou rei i el Parlament sicilià proclamà el Príncep Frederic d'Aragó com a nou rei de Sicília. Tot i així, el rei Jaume II d'Aragó es negà a reconèixer el seu germà petit com a nou rei de Sicília, de manera que la Casa d'Aragó i la Casa de Sicília, ambdues del Casal de Barcelona, es declararen mútuament la guerra. Així, malgrat la Pau d'Anagni, la Guerra de Sicília prosseguí, però en aquesta segona fase amb la Corona d'Aragó, el papat i la Casa d'Anjou com a aliats en contra del Príncep Frederic d'Aragó. Aquest però, va rebre l'ajut d'un nou aliat: l'Imperi Romà d'Orient, que en terres de Grècia lluitava, com el Príncep Frederic d'Aragó, contra la Casa d'Anjou.
El 1296 el Príncep Frederic d'Aragó fou coronat rei de Sicília, sent conegut a partir d'aleshores com a Frederic II de Sicília. Per lluitar a la guerra, el rei Frederic II de Sicília contractà els serveis de les tropes mercenàries d'almogàvers que restaven a l'illa i de corsaris com Roger de Flor, a qui acabà nomenant vicealmirall de la flota del regne de Sicília. Després de sis anys més de guerra l'enfrontament bèl·lic finalitzà l'agost de l'any 1302 amb la signatura de la Pau de Caltabellotta. Per aquest tractat, la Corona d'Aragó, el papat i la Casa d'Anjou reconeixien finalment a Frederic II com a rei de l'illa de Sicília, encara que amb el títol de Rei de Trinàcria. Per contra, una de les clàusules de la Pau de Caltabellotta exigia a Frederic II que dissolgués la totalitat del seu exèrcit i, de resultes d'això, les tropes d'almogàvers es quedaren sense feina.

## La Companyia

### Els Almogàvers

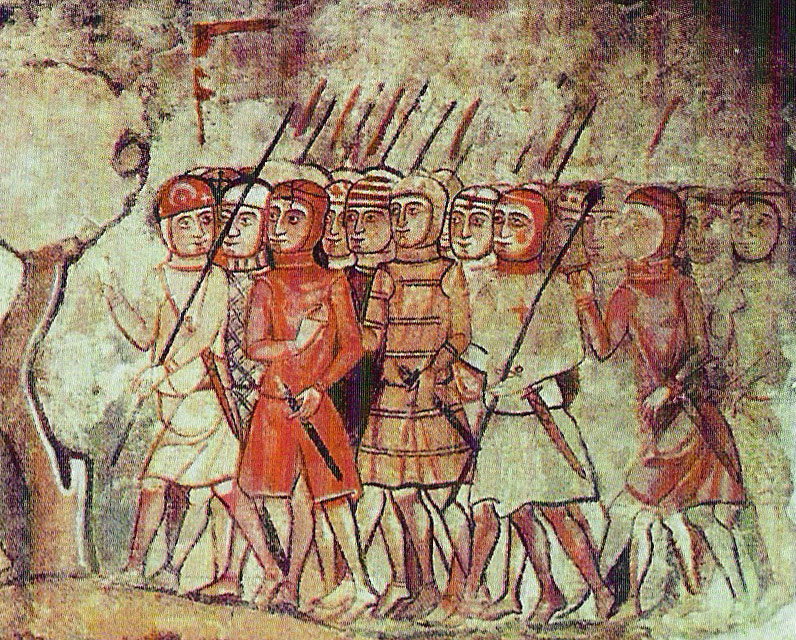
Tropes similars als Almogàvers
durant la Conquesta de Mallorca el

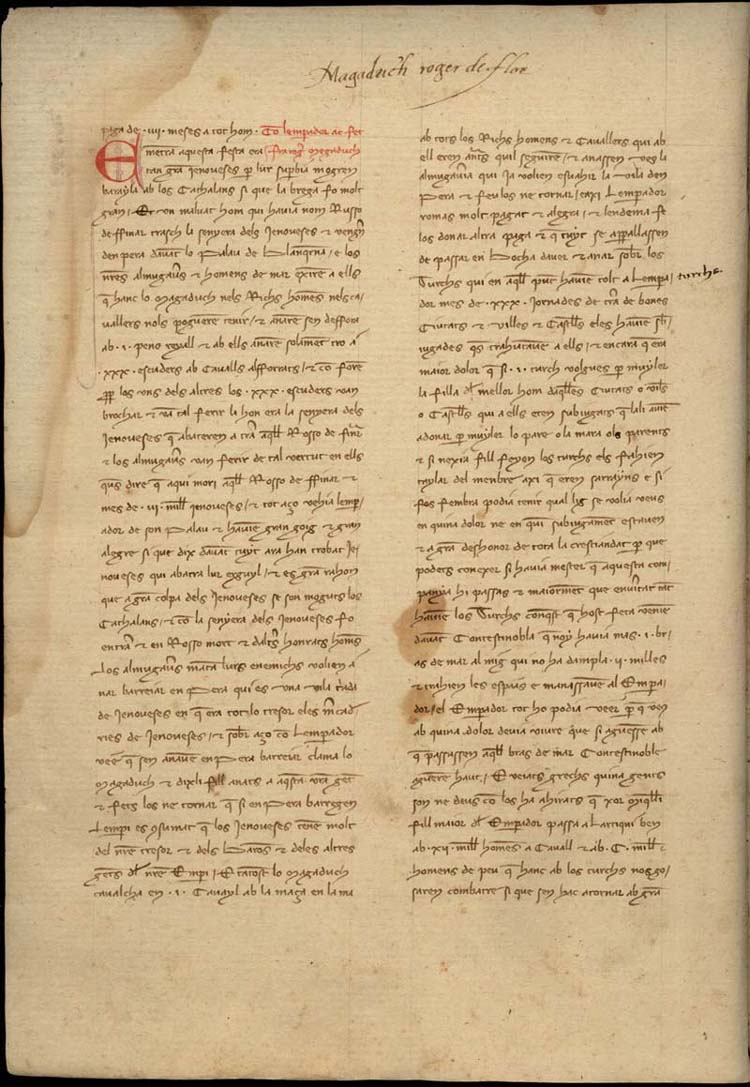
Crònica de Ramon Muntaner

«Almogàvers» era la denominació que reberen les unitats paramilitars en forma de companyies d'infanteria lleugera alçades a la Corona d'Aragó per lluitar contra les taifes islàmiques de la península Ibèrica i formades per catalans i aragonesos. Els almogàvers van ser considerats com una de les millors infanteries de la seva època. En una època on la cavalleria era l'arma predilecta dels exèrcits i on el model de l'ideal cavalleresc era el mític a seguir, els almogàvers utilitzaven el terreny a favor seu, lluitaven de nit, anaven sempre dempeus i no feien servir cuirassa, fet que els donava una gran mobilitat. També cal destacar que no eren ben bé un exèrcit, sinó que formaven unitats semiprofessionals caracteritzades per un estil de vida molt dur, lluitaven mentre els nens i les dones miraven i aprenien a lluitar, viatjaven tots plegats: gent gran, dones i nens, i no tenien cap ofici: tot ho prenien en ràtzies, per la qual cosa eren una gran molèstia en temps de pau per a qualsevol dirigent. Van néixer de la violència de frontera entre el món islàmic i el cristià, i el sedentarisme va ser la seva fi.
Coneixem la seva existència a partir del segle xiii quan, en grups d'una dotzena d'homes, feien incursions d'un dia o dos en terra sarraïna. Per part seva els dirigia l'almugatèn i quan havien de cobrir un atac més important, rebien les ordres d'un adalil, de designació reial. Anaven armats només amb un coltell, una llança i dos dards, vestits amb una gonella o camisa molt curta, polaines i avarques de cuir i se'ls considerava homes forts, frugals i molt àgils en la lluita. Formaven una host nombrosa, ja que Pere III d'Aragó (1276-1285) en portà uns 15.000 en les seves expedicions a Tunis i Sicília, i lluitaren també en terres catalanes durant la Croada contra la Corona d'Aragó sota comandament de Ramon III de Montcada, ja que participaren en la batalla del coll de Panissars.

### Creació de la Companyia i Expedició a l'Orient
Finalitzada la Guerra de Sicília (1282-1302) amb la signatura de la Pau de Caltabellotta l'agost del 1302, al nou i jove rei Frederic II de Sicília se li plantejà un problema doble: d'una banda, la desmobilització de les tropes almogàvers constituïa un risc per a la pacificació de l'illa, atès que el modus vivendi d'aquests es basava únicament en els jornals que rebien per combatre com a mercenaris més allò que poguessin saquejar en territori enemic.
De l'altra, el vicealmirall de la flota del Regne de Sicília era un militar mercenari d'origen italo-germànic, Rutger von Blum (catalanitzat per Roger de Flor), que havia servit a Frederic II de Sicília durant la guerra. Rutger von Blum havia estat un templer que actuà heroicament durant la caiguda de Sant Joan d'Acre. Evacuà una gran quantitat de cristians, com també moltes de les possessions de l'Orde del Temple amb la nau templera El Falcó abans que la ciutat caigués en mans dels musulmans. Tanmateix, finalitzada l'evacuació, Roger de Flor no retornà el tresor a l'orde del Temple i fou acusat de robatori. Es dedicà aleshores a fer de corsari fins que oferí els seus serveis a Frederic II de Sicília per tal de lluitar en la Guerra de Sicília (1282-1302). Finalitzada la guerra, encara no s'havia presentat davant del tribunal eclesiàstic i els càrrecs contra la seva persona continuaven vigents. Si Frederic II continuava donant protecció a Roger de Flor, la conciliació aconseguida amb el Papa per a la Pau de Caltabellotta corria perill, i posava en risc la seguretat de tot un regne aconseguit després d'una llarga i sanguinària guerra.
Paral·lelament, el comte Carles de Valois, Emperador titular de l'Imperi Llatí, el qual havia actuat com a mitjancer en les converses diplomàtiques anteriors a la signatura de la pau entre Frederic i Carles de Nàpols, es feu pagar els seus serveis: signà un tractat amb Frederic que estipulava que el nou rei de Trinàcria havia de contribuir en l'empresa anti-romana d'Orient de Carles amb 20 galeres i 200 cavallers armats a expenses seves durant vuit mesos. Si Frederic volia intervenir personalment en la guerra, havia d'afegir 10 vaixells i 400 cavallers més. A banda, una clàusula del pacte prohibia que Frederic pogués establir cap acord amb Andrònic II. El dit pacte, a banda de profitós per Carles de Valois, fou un èxit també per Frederic, que s'alià amb els Anjou i els Capet i donà suport públicament a una causa molt preuada per l'església romana. A partir d'aleshores la política del monarca catalanosicilià vers Constantinoble fou extremadament ambigua, i es fa difícil de distingir si actuava en favor de l'emperador llatí o per a satisfer la seva ambició. L'actitud de Frederic vers la companyia catalana n'és la millor prova.
En aquest context, la desmobilització dels almogàvers i les acusacions pendents contra Roger de Flor, aquest planejà la creació d'una nova companyia mercenària per a lluitar al servei de l'Imperi Romà d'Orient. Aleshores, Roger de Flor posà tot el capital que havia acumulat per tal de crear la companyia, i la resta de capital l'aportà el mateix Frederic II de Sicília. Poc després Roger de Flor trameté un ambaixador a l'emperador Andrònic II Paleòleg per tal d'oferir-li els serveis de la companyia. Les condicions del contracte eren les següents: per a Roger de Flor, el títol de megaduc, i la mà d'una princesa imperial; pels homes de la companyia, un sou de quatre unces d'or al mes pels cavallers, i una per home a peu, sous que doblaven el sou que percevien els mercenaris habituals de les tropes de l'imperi. El pagament de la primera soldada s'havia de fer quan la Companyia arribés al port romà d'Orient de Monembasia i havia de comprendre quatre mesos de bestreta. L'emperador Andrònic II acceptà aquestes condicions perquè cercava desesperadament socors a l'estranger per poder lluitar contra les forces turques que amenaçaven des de feia anys les fronteres de l'Imperi Romà d'Orient.

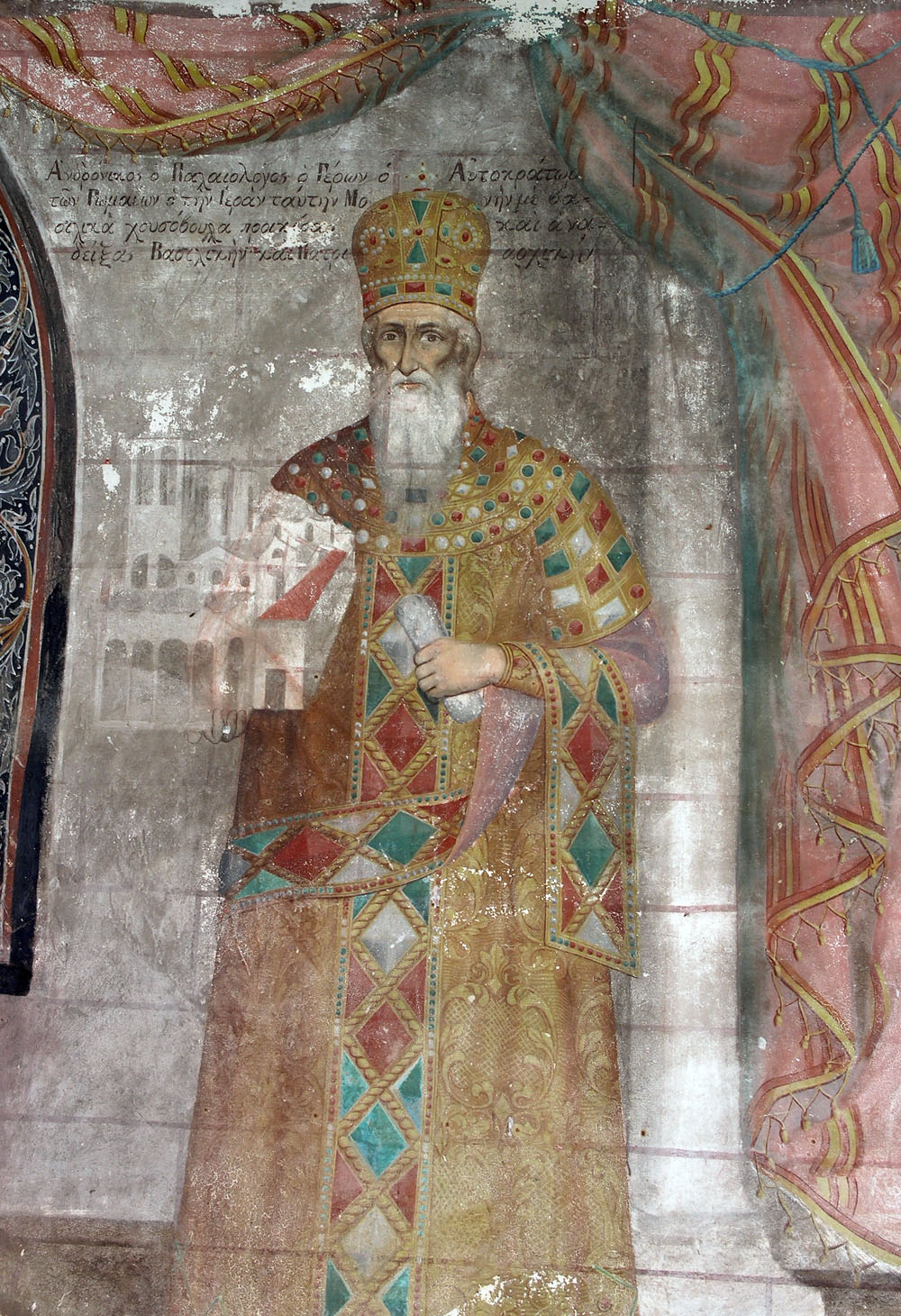
Andrònic II Paleòleg

Finalment, els ambaixadors enviats per Roger de Flor a Constantinoble per segellar el contracte retornaren a Sicília amb tota la documentació i portant les insígnies imperials del càrrec de Megaduc: la vara de comandament, l'estendard, el capell i el segell. Així, l'agost de 1303, un any després de la signatura de la de Pau de Caltabellotta, la companyia salpà de Messina amb una flota de fins a 36 naus (8 galeres de Roger de Flor, 10 galeres del rei Frederic II de Sicília i la resta formada per naus grans, tarides i llenys), 1.500 homes de cavall entre cavallers i escuders, 1.000 homes de mar sense incloure-hi les dotacions pròpies de galiots i de mariners de les naus, i uns 4.000 almogàvers acompanyats de les seves famílies.
Roger de Flor resolia la seva delicada situació per les acusacions de robatori encara pendents sobre ell. Mentre que oferia a Frederic II de Sicília una sortida a la desmobilització de les tropes almogàvers veteranes de la guerra siciliana i li oferien la possibilitat d'emprar la tropa almogàver com a agents seus en territori romà d'Orient, avançant-se a la partida de les tropes de Carles de Valois. Confirmant el compromís del rei Frederic II amb la Companyia, aquest deixà fins a 10 galeres per a facilitar el transport de les tropes i aportà part del capital necessari per a fundar la Companyia.
Abans d'emprendre el viatge els almogàvers cercaren també l'aprovació de Jaume II. En un document del 30 d'octubre de 1303, que recull la resposta del monarca, Roger de Flor i Berenguer d'Entença es comprometen a demanar a Andrònic II ajut per a la conquesta de Sardenya que projectava Jaume II, mentre el monarca català es comprometia a ajudar els seus fidels en cas de necessitat 
La primera etapa del viatge de la companyia s'allargà uns quants dies fins que arribaren al port de Malvasia. Allí reberen la primera soldada, que sufragava els quatre primers mesos de despeses; alhora, un legat imperial els esperava amb la primera ordre: salpar immediatament cap a Constantinoble; així, el setembre de l'any 1303, la Companyia desembarcava a la capital de l'Imperi Romà d'Orient.

### Arribada a Constantinoble i noces de Roger de Flor

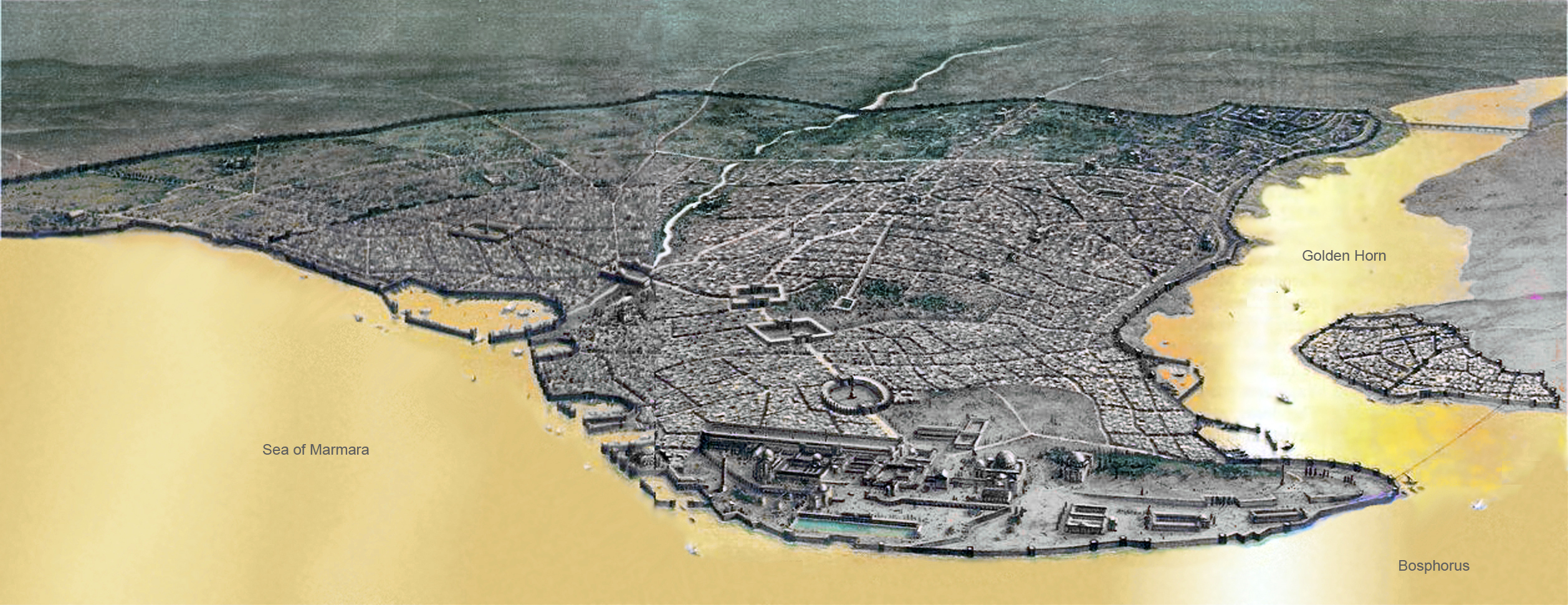
Imatge idealitzada de Constantinoble. A l'altra riba de l'estuari, la ciutat comercial genovesa de Pera
Mapa detallat.

En arribar a Constantinoble el setembre del 1303 la Companyia fou rebuda amb tots els honors i fastuositat per l'emperador Andrònic II Paleòleg, el seu fill i coemperador Miquel IX Paleòleg, les més altes personalitats de l'Imperi Romà d'Orient, així com els representants de la República de Gènova. A la recepció oficial mantinguda a la sala d'audiències hi assistiren els cabdills de la Companyia: Roger de Flor, Ramon Muntaner, Corberan d'Alet, Ferrando d'Ahones, Ferrando Eximénez d'Arenós i alguns membres de la tropa.
Primerament es procedí a la investidura oficial de Roger de Flor com a megaduc; un cop investit amb la dignitat imperial, les tropes de la Companyia desfilaren pels carrers de Constantinoble, retent honors a qui s'havia convertit ja oficialment en el seu nou patró, l'emperador Andrònic II Paleòleg. Tot seguit s'iniciaren els actes per a les noces de Roger de Flor amb Maria de Bulgària, neboda de l'emperador Andrònic II, i que aleshores comptava 16 anys. Mitjançant aquest matrimoni, Roger de Flor esdevenia parent de l'emperador d'Orient i s'empeltava amb la dinastia dels Paleòlegs, reforçant encara més el seu pes polític dins de l'Imperi Romà d'Orient, que tenia gràcies a la dignitat de megaduc.

### La Massacre dels genovesos

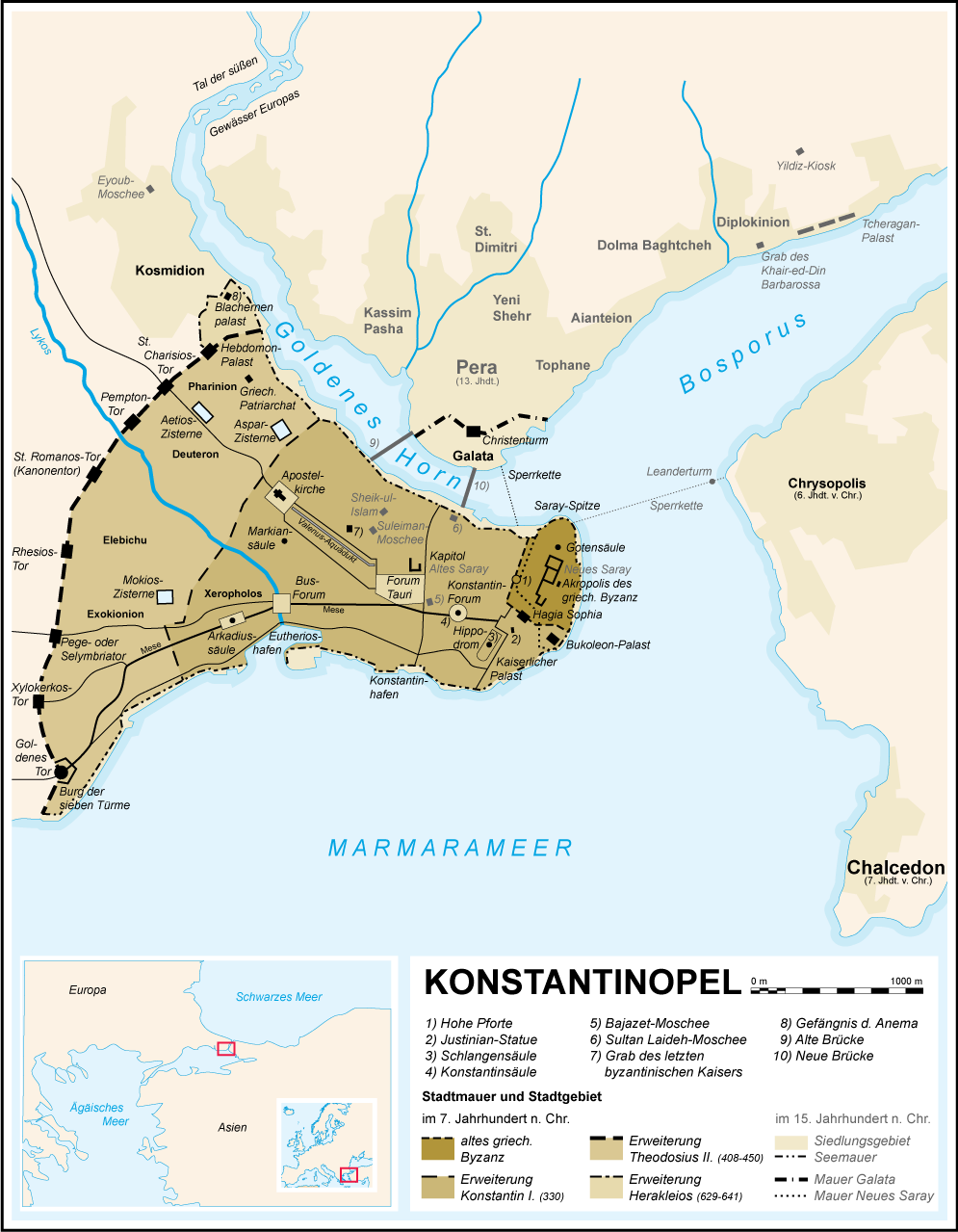
El Palau de Blaquernes al nord de Constantinoble
i la colònia genovesa de Pera a l'altre riba de l'estuari.

L'arribada del contingent mercenari català i aragonès provocà una convulsió en l'equilibri d'interessos i de poder que sostenien l'Imperi Romà d'Orient; en especial irrità els genovesos, que veieren l'arribada de la Companyia Catalana d'Orient com una intromissió de la Casa d'Aragó en l'àrea d'influència de la República de Gènova: la Mediterrània oriental i l'Imperi Romà d'Orient. Així, mentre se celebrava la festa per les noces de Roger de Flor, els genovesos de Constantinoble es presentaren davant el Palau de Blaquernes amb la intenció de provocar aldarulls.
Els quarters de les tropes almogàvers es trobaven prop del palau i sense cap indicació per part dels oficials, les tropes almogàvers i els mariners de la companyia sortiren armats dels quarters portant un penó del Rei d'Aragó. Tot i la presència de les tropes almogàvers, els genovesos, liderats per Rus de Finar, persistiren en la seva actitud hostil i desafiant. En aquest moment arribaren 30 escuders de la Companyia i envestiren la massa de genovesos pel centre, tot just on es trobava Rus de Finar brandant la bandera de Gènova. La càrrega dels escuders trencà la formació genovesa i tot seguit els almogàvers iniciaren l'ofensiva penetrant enmig de la formació. A partir d'aquell moment s'estengué el pànic entre els genovesos, i els catalans es dedicaren a exterminar i degollar tots els genovesos que trobaven. A aquelles alçades l'enfrontament amb els genovesos havia derivat en una cacera, i el perill que els almogàvers es llancessin al saqueig de la colònia comercial genovesa de Pera resultava imminent. L'emperador Andrònic II Paleòleg suplicà a Roger de Flor que aturés l'almogaveria i aquest aconseguí finalment aturar els almogàvers, que retornaren als quarters militars del Palau de Blaquernes. La massacre dels genovesos de Constantinoble es saldà amb un balanç de 3.000 morts.
L'enfrontament amb els genovesos havia deixat clar que la política agressiva i expansionista que la Corona d'Aragó havia imposat a la Mediterrània occidental rivalitzant amb la República de Gènova es traslladava ara a la Mediterrània oriental. Per contra, l'enfrontament amb uns teòrics aliats deixava una ferida interna difícil de cicatritzar. La flota naval romana d'Orient es fonamentava en el lloguer de les naus genoveses, de manera que aquests controlaven les comunicacions, el trasllat de tropes i l'enviament de subministraments. Sense la seva col·laboració qualsevol operació militar restava compromesa; Roger de Flor intentà compensar aquest desequilibri i convencé l'emperador Andrònic II Paleòleg perquè nomenés Ferrando d'Ahones com a nou gran drungari (almirall en cap) de la flota romana d'Orient, car l'anterior gran drungari havia mort durant la Massacre dels genovesos en intentar aturar els almogàvers. D'aquesta manera Roger de Flor s'assegurà que, quan la Companyia s'internés en territori enemic, tindria la garantia que sempre comptaria amb el suport de la flota per socórrer-los en allò que fes falta, ja es tractés d'evacuar-los, de portar-los reforços, o d'aprovisionar-los amb subministraments. Novament el pes polític i militar de Roger de Flor dins de l'Imperi Romà d'Orient s'incrementava, aconseguint convertir-se no només en parent directe de l'emperador romà d'Orient, detentor d'un càrrec de dignitat imperial i cabdill d'una força militar terrestre notable, sinó que ara també assolia el control de la flota marítima romana d'Orient.

## Guerra contra els emirats dels turcs oghuz

### La campanya dels romans d'Orient contra els emirats dels turcs oghuz

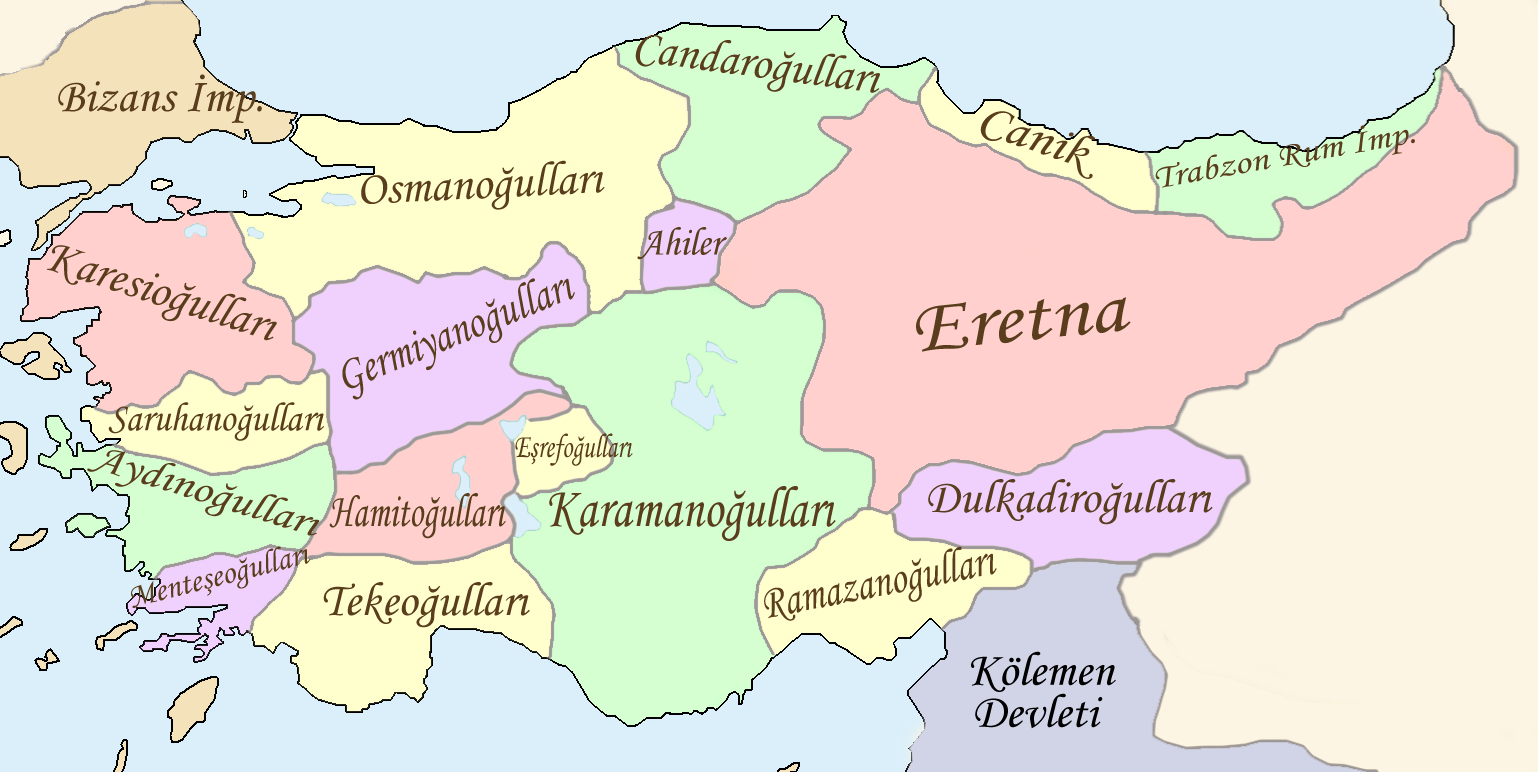
Mapa dels beilicats dels turcs oghuz d'Anatòlia

El 1302 l'emperador romà d'Orient Andrònic II Paleòleg s'enfrontava a les amenaces de la Casa d'Anjou, que liderava els estats francs catòlics de Grècia per reconstruir l'Imperi Llatí, els Emirats dels turcs Oghuz, que envaïen progressivament Anatòlia, el Segon Imperi Búlgar que, liderat pel tsar Todor Svetoslav, amenaçava d'envair el nord de l'Imperi Romà d'Orient, el Despotat de l'Epir, i els serbis. Per fer front a aquestes amenaces va contractar mercenaris alans, que firmaren el seu servei per un any; van dividir el contingent en tres grups. El primer travessà l'estret dels Dardanels des de Gal·lípoli i conjuntament amb l'exèrcit romà d'Orient derrotà els turcs en un lloc anomenat «Quena» ('l'oca'). El segon contingent fou enviat al comandant Jordi Muzaló, cap de les tropes romanes d'Orient a Bitínia. Però el 27 de juliol del 1302 les tropes turques del beilicat d'Osman-oğhlu derrotaren les tropes romanes d'Orient en la batalla de Bafeu, on molts alans moriren protegint la retirada de l'exèrcit. Les tropes d'elit alanes foren destinades al comandament de Miquel IX Paleòleg, fill de l'emperador, que inicià una campanya l'abril del 1302, evitant tota confrontació en el camí a Magnèsia, on fou rodejat pels turcs Oghuz.
A la fi de l'any 1302, els alans recordaren que el termini del seu servei estava proper i durant l'hivern desertaren massivament. La primavera del 1303 travessaren de nou Gal·lípoli, però quan arribaren a les costes d'Europa les tropes del gran domèstic romà d'Orient Aleix Raül els esperava per barrar-los el pas. Davant d'aquesta adversitat els alans assassinaren Aleix Raül, però, penedits, clamaren perdó a l'emperador Andrònic II, que els readmeté al seu servei.
Després de la Massacre dels genovesos, l'emperador apressà a Roger de Flor a sortir de Constantinoble i traslladar-se al front de guerra. La primera acció militar de la Companyia contra els turcs tingué lloc pocs dies després, quan en la batalla del riu Cízic derrotaren i exterminaren sistemàticament les tropes de l'emirat de Karesi. Donada la proximitat de l'hivern, però, Roger de Flor decidí hivernar al Cap de l'Artaqui. La següent campanya militar, la del 1304, es caracteritzà per les batalles llampec, amb què va derrotar successivament els exèrcits turcs en la batalla de Germe, la batalla d'Àulax, la batalla de Tira i la batalla d'Ània. Davant l'escruixidora ofensiva militar de la Companyia, les tropes islàmiques optaren per fer una retirada general cap a l'interior de la península d'Anatòlia. Tot i així, a primers d'agost i amb l'arribada dels reforços de Bernat de Rocafort, el comandant Roger de Flor decidí continuar l'ofensiva i la Companyia eixí de la ciutat costanera d'Ània, on es trobava acantonada. Seguint l'antiga via romana, s'endinsaren vers l'interior d'Anatòlia a la recerca dels turcs; arribaren fins a la Porta del Ferro, a les Muntanyes del Taure, on trobaren finalment la gran coalició d'exèrcits que havien reunit els emirats turcs. A la gran Batalla de Cibistra, la Companyia esclafà definitivament la darrera resistència turca; en una sola i fulminant campanya militar, la Companyia destruí la totalitat del poder turc i Roger de Flor es convertí en l'amo i senyor de tot Anatòlia.

### Batalla del riu Cízic
La Batalla del riu Cízic es va lliurar l'octubre de 1303 a la península d'Anatòlia, prop del cap de l'Artaqui, i va enfrontar la Companyia Catalana d'Orient contra les tropes turques de l'Emirat de Karesi. Més que una batalla, però, es tractà d'una nova massacre dels almogàvers; les tropes turques que assetjaven el Cap de l'Artaqui, ignorants que la Companyia Catalana d'Orient hi havia desembarcat el dia anterior, havien establert un campament amb les seves famílies a unes llegües de distància, prop del riu Cízic. Els exploradors almogàvers localitzaren el campament i durant la nit les tropes de la companyia sortiren del Cap de l'Artaqui i prengueren posicions, rodejant totalment el campament turc sense deixar cap sortida possible. De matinada, i amb els turcs totalment desprevinguts, es llençaren a l'assalt del campament i seguint les ordres de Roger de Flor, tots els homes turcs majors de 10 anys foren exterminats; la massacre dels turcs oghuz deixà al camp de batalla 13.000 morts (3.000 de cavall i 10.000 de peu); gran quantitat de dones i d'infants foren capturats i sotmesos a l'esclavitud.
Aquesta macabra operació d'extermini tenia com a objectiu estendre el terror entre els turcs, tant per provocar l'aturada de l'ofensiva que sostenien contra els romans d'Orient com per deixar clar que els termes de la guerra havien canviat amb l'arribada d'aragonesos i catalans. Per contra, la victòria aconseguida per la Companyia provocà una reacció adversa entre la noblesa romana d'Orient, que veia com una humiliació que uns mercenaris estrangers haguessin aconseguit en vuit dies allò que ells no havien aconseguit en diversos anys. El pes polític de Roger de Flor dins de l'estructura de poder de l'Imperi Romà d'Orient augmentà encara més, en detriment de la figura del fill de l'emperador, Miquel IX Paleòleg. Tampoc els genovesos s'alegraren de la victòria de la Companyia, tot i que en aquesta ocasió s'abstingueren de mostrar en públic el seu descontentament.
Un cop aturada i destruïda l'ofensiva turca sobre el Cap de l'Artaqui, el següent objectiu militar de la Companyia era el d'alliberar l'assetjada ciutat de Filadelfia, situada a l'interior de l'Anatòlia. No obstant això, Roger de Flor no s'encegà per la contundent vitòria aconseguida, sinó que envià exploradors per tal que reconeguessin un territori que encara resultava desconegut per als almogàvers. Seguidament manà reforçar les posicions defensives del campament base establert al Cap de l'Artaqui, en prevenció d'un possible contraatac turc. Un cop finalitzades totes aquestes operacions militars, els exploradors informaren de la crescuda dels rius i la impossibilitat de travessar-los amb facilitat; també reportaren la presència de diversos contingents turcs aparellats per llançar emboscades. Davant d'aquesta situació i donada l'estació de l'any en què es trobaven, novembre del 1303, Roger de Flor decidí posposar la marxa sobre Filadelfia i ordenà a les tropes que es disposessin a hivernar al Cap de l'Artaqui, una posició que comptava amb bones defenses i un flux continuat de subministraments.

### Hivernada de 1303 a 1304 al Cap de l'Artaqui
Roger de Flor disposà que es creés un Consell de Dotze homes per tal d'arranjar l'allotjament de les tropes de la Companyia al Cap de l'Artaqui; el Consell de Dotze estava format per 6 notables grecs que representaven els interessos dels residents i per 6 homes que representaven la Companyia: 2 cavallers, 2 adalils i 2 almogatens. El Consell pactà un preu fix per les vitualles i pel cost de l'allotjament, de manera que passat l'hivern, als grecs se'ls pagaria allò que haguessin consumit les tropes, i a aquestes se'ls descomptaria de la paga que havien de rebre. Per la seva part, Roger de Flor es feu portar des de Constantinoble la seva esposa, Maria de Bulgària, car no desitjava abandonar les seves tropes per les comoditats de la capital romana d'Orient. Finalment, ordenà a l'almirall Ferrando d'Ahones que traslladés la flota a Quios, on hi havia un port prou segur per a posar les galeres en dic sec.
Tot i les disposicions del Consell, durant els mesos d'hivern sorgiren tensions entre la població local grega i les tropes de la Companyia. Ferran Eiximenis d'Arenós, un dels magnats més poderosos i de llinatge més notable de la Companyia, en desacord amb les poques mesures disciplinàries que Roger de Flor aplicava a les tropes, decidí deixar la Companyia i retornar amb els seus a Sicília. Durant el viatge de retorn però, passà pel Ducat d'Atenes, un dels Estats croats fundats durant la Quarta Croada i territori enemic de l'Imperi Romà d'Orient. Finalment, Ferran Eiximenis d'Arenós optà per quedar-s'hi i servir el jove duc d'Atenes, Guiu II de la Roche.
Havent passat l'hivern, a primers del mes de març, Roger de Flor ordenà que tothom s'aparellés per tal d'iniciar la campanya l'1 d'abril del 1304. Mentre les tropes es preparaven i es feien els comptes per les despeses de l'allotjament, Roger de Flor acompanyà la seva esposa de retorn a Constantinoble. Allí es reuní amb l'emperador Andrònic II Paleòleg i li exposà els plans per la campanya militar del 1304; l'emperador tan sols li ordenà que alliberés l'assetjada ciutat de Filadelfia, deixant a l'arbitri de Roger de Flor la resta de la campanya. També li avançà el pagament d'una nova soldada de quatre mesos per la tal de finançar la campanya; aquest nou pagament causà indignació entre l'aristocràcia romana d'Orient, car el tresor de l'Imperi es trobava sota mínims.
Roger de Flor retornà al Cap de l'Artaqui el 15 de març del 1304 i un cop desembarcat, ordenà que l'endemà, el 16 de març, es reunissin totes les tropes davant de la plaça on ell s'hostatjava proveïdes amb els albarans de les seves despeses hivernals, de manera que se'ls descomptarien de la paga que anaven a rebre. Les despeses de la Companyia sumaren una xifra alarmant: els 1.500 cavallers havien gastat per valor de 50.000 unces d'or, i els 4.000 almogàvers per valor 40.000 unces d'or; el resultat suposava que alguns homes no rebrien cap paga, car havien consumit tant com tot el que els pertocava pels quatre mesos següents; altres, però, havien arribat a gastar per valor d'un any de paga, de manera que no només no rebrien cap paga, sinó que a més es quedarien endeutats. La possibilitat d'una deserció massiva era més que evident. La decisió de Roger de Flor fou dràstica: recollí tots els albarans de les tropes i els cremà al mig de la plaça pública de Cízic, anunciant que tothom rebria la paga íntegra i que ell mateix pagaria totes les despeses als grecs; gràcies a aquesta decisió, l'addhesió de les tropes al seu cabdill, Roger de Flor, es tornà encara més incondicional. Havent resolt d'aquesta manera l'afer de les pagues, es fixà com a nova data d'eixida cap a Filadelfia el dia 9 d'abril del 1304.

### L'enfrontament amb els mercenaris alans
Tot i que l'inici de la campanya s'havia fixat per l'1 d'abril del 1304, l'afer de les pagues havia provocat l'endarreriment de la sortida fins al 9 d'abril. Però el dia anterior, el 8 d'abril, es produí un incident que en el futur tindria conseqüències catastròfiques per a Roger de Flor. Mentre dos mercenaris alans es trobaven esperant que els molguessin el blat en un molí, un grup d'almogàvers arribà i molestaren una dona grega que hi havia dins. Els dos alans s'encararen al grup d'almogàvers i amenaçaren de fer amb Roger de Flor el mateix que havien fet dos anys enrere amb el gran domèstic romà d'Orient Aleix Raül, és a dir, assassinar-lo a traïció mentre se celebrava un convit.
Informat Roger de Flor de l'amenaça contra la seva vida, aquest ordenà, o consentí, la dràstica resolució que prengueren les seves incondiconals tropes: quan es feu de nit, els almogàvers es llençaren a l'assalt del quarter militar on dormien els mercenaris alans, degollant-ne una gran quantitat abans que tinguessin temps de prendre les armes. Els alans que pogueren escapar s'endinsaren pels carrers de la ciutat d'Artaqui i s'amagaren dins les cases dels grecs. Però l'endemà, el 9 d'abril, en fer-se de dia, els almogàvers tornaren novament a l'atac i assaltaren les cases dels grecs arribant a matar fins a 300 alans més. Finalment, i per evitar noves discòrdies amb la població grega d'Artaqui, Roger de Flor ordenà aturar l'escomesa. Un cop finalitzada l'escabetxina, les conseqüències foren immediates: entre els alans morts hi havia el jove fill de Gírgon, el cabdill dels mercenaris alans. Roger de Flor intentà aplacar el cabdill dels alans oferint-li una copiosa suma de diners, però aquell no només els refusà sinó que la seva ira augmentà. A partir d'aquell moment els mercenaris alans es negaren a continuar l'expedició amb la Companyia i tan sols un grup de 1.000 optà per quedar-se sota la promesa d'obtenir un gran botí durant l'expedició.

### Batalla de Germe

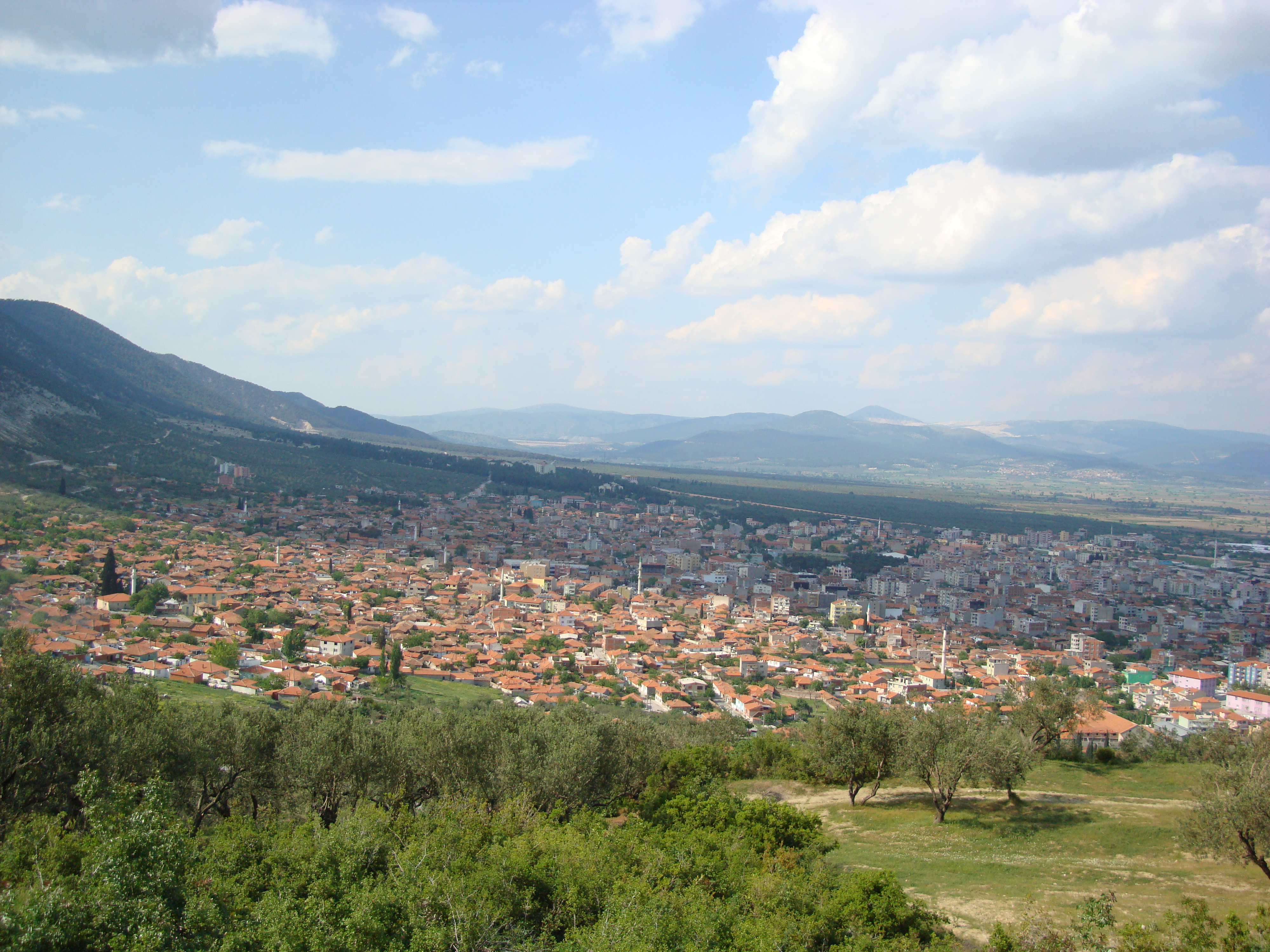
Chliara, l'actual Kırkağaç

La campanya del 1304 s'inicià finalment a primers de maig i les tropes de què disposava Roger de Flor sumaven uns 6.000 homes de la Companyia (1.500 homes a cavall i 4.500 almogàvers), 1.000 alans, i algunes unitats de romans d'Orient a les ordres del gran arcont Marules. A partir d'aquell moment, la Companyia s'internaria en territori enemic, allunyant-se progressivament de les línies de subministrament i tenallada per la important reducció de tropes que havia suposat l'abandó dels alans; això impossibilitaria deixar guarnicions a la rereguarda, reservant tots els efectius disponibles per a l'exèrcit de maniobra; i el que és més greu, la Companyia Catalana d'Orient s'internava en territori enemic deixant enrere l'animadversió declarada de tots els seus aliats teòrics: l'aristocràcia romana d'Orient, els genovesos i els alans.
L'objectiu principal de la campanya era el d'alliberar Filadelfia, una important ciutat situada a l'interior d'Anatòlia i que era assetjada per les tropes del poderós beilicat dels germiyànides, governat per Yakup bin Ali Şir. Trancorreguts uns dies de maig, la Companyia arribà a la ciutat romana d'Orient d'Achyraus. Des d'allí travessaren les muntanyes i baixaren per la vall del riu Kaikos, caient per sorpresa sobre la ciutat de Germe, plaça forta romana d'Orient que s'havia rendit als turcs. Aquests, en tenir notícies de l'arribada de la Companyia, s'aparellaren ràpidament i iniciaren l'evacuació de la ciutat, però tot i la precipitació de la fugida, els turcs no pogueren evitar l'escomesa de catalans i aragonesos que atacaren durament la ressaga turca.
Després de la batalla la Companyia entrà a Germe, on Roger de Flor recriminà a la guarnició romana d'Orient haver-se rendit als turcs sense haver presentat batalla. Com a càstig per la seva covardia, Roger de Flor condemnà el comandant militar de la plaça i a 12 dels seus homes a ser penjats, però les súpliques dels grecs el feren desistir. Tot i així, a partir d'aleshores les guarnicions romanes d'Orient que la Companyia deixava a la rereguarda no es rendiren davant les tropes turques. Des de Germe, la Companyia reprengué la seva ruta travessant Chliara, on rebé petició d'ajut de diverses guarnicions romanes d'Orient, però Roger de Flor es negà a dispersar les seves tropes, car la seva estratègia implicava reservar tots els efectius per a l'exèrcit de maniobra, evitant desgastar-lo en atacs menors o petites escaramusses; l'objectiu principal era el de socórrer Filadelfia, on Roger de Flor sabia que es trobava el gruix de les tropes turques del beilicat dels germiyànides i podria plantejar una batalla decisiva. D'aquesta manera, la Companyia continuà el camí per Tiatira i s'internà en els primers contraforts de la vall del riu Hermos, per dirigir-se directament cap a Filadelfia.

### Batalla d'Àulax
Quan el bey Yakup bin Ali Şir, al capdavant de la coalició de tropes turques de l'emirat dels germiyànides (gavella de Cesa) i de l'emirat de Tin (gavella de Tin), fou informat de l'arribada imminent de la Companyia, decidí aixecar el campament de setge sobre Filadelfia i s'aparellà per enfrontar-s'hi en un camp de batalla propici. A fi d'evitar que durant la batalla contra la Companyia, els grecs de Filadelfia fessin una sortida que agafes els turcs per l'esquena, Yakup bin Ali Şir deixà algunes unitats militars al cordó de setge. Tot i la rapidesa del bey turc, la Companyia havia recorregut els 140 km que separaven Germe de Filadelfia a marxes forçades i prengué contacte amb l'exèrcit turc a l'albada prop d'Àulax, situat a tan sols un jorn de distància de Filadelfia.
Les tropes conjuntes dels emirats turcs totalitzaven uns 8.000 homes a cavall, bàsicament cavalleria lleugera, i uns 12.000 homes a peu. Per fer-los front, Roger de Flor comptava amb uns 3.000 homes a cavall (1.500 de la Companyia, 1.000 alans i 500 romans d'Orient), i uns 5.000 homes a peu entre els almogàvers i els romans d'Orient. Roger de Flor es posà al capdavant de la cavalleria, dividint les seves tropes en 3 grups en funció del seu origen ètnic: d'una banda els homes a cavall de la Companyia, després els alans, i finalment els grecs; per la seva part, Corberan d'Alet, comandant en cap de la infanteria, organitzà la infanteria de la mateixa manera en tres cossos. Finalment la infanteria lleugera almogàver es llençà a l'atac. L'avenç dels almogàvers fou respost per les tropes turques de manera sistèmica amb el disparament dels arquers turcs; però la rapidesa de la càrrega almogàver impedí que les fletxes els caigueren al damunt. Finalment la càrrega dels almogàvers arribarà sobre les línies turques i començaren a clarejar les seves línies provant de trencar la seva formació. Per la seva banda, Roger de Flor menà la seva cavalleria pesant contra la cavalleria lleugera turca i aconseguí aturar les envestides turques. Gràcies a aquesta cobertura, les tropes almogàvers continuaren obrint clarianes entre els turcs i progressivament trencaren la seva formació. Passat el migdia, a l'hora Nona, el centre de la formació turca col·lapsà i Yakup bin Ali Şir caigué ferit; ràpidament fou retirat del camp de batalla i les tropes turques iniciaren la fugida de manera desorganitzada, quedant exposants a la cacera de la cavalleria de Roger de Flor. Dels turcs, tan sols pogueren escapar en vida 1.000 homes a cavall i 500 homes a peu, quedant morts, ferits o capturats 7.000 homes a cavall i 11.500 homes a peu. Per la part de les tropes de Roger de Flor, tan sols moriren 80 de cavall i 100 de peu.
Després de la retirada general dels turcs, les tropes de Roger de Flor retornaren al seu campament prop d'Àulax. Reorganitzades les tropes, la Companyia es dedicà a assegurar la zona i a pentinar sistemàticament el territori a la caçera de tropes enemigues colgades. Després de 8 dies al campament i havent assegurat el perímetre de la ciutat, les tropes de Roger de Flor es dirigiren cap a Filadelfia. Allí foren rebuts efusivament i entraren en desfilada triomfal. Després de dos anys de setge, Filadelfia havia estat salvada del domini islàmic, l'exèrcit del beilicat de Germiyan-oğhlu (beilicat de Cesa) havia quedat destruït i el d'Aydın-oğhlu (beilicat de Tin) greument danyat. Gràcies a la victòria de la batalla d'Àulax, la Companyia s'havia convertit en la força militar hegemònica a Anatòlia i ja res no podia aturar a Roger de Flor.

### Execucions, contribucions de guerra i ocupació de Magnèsia

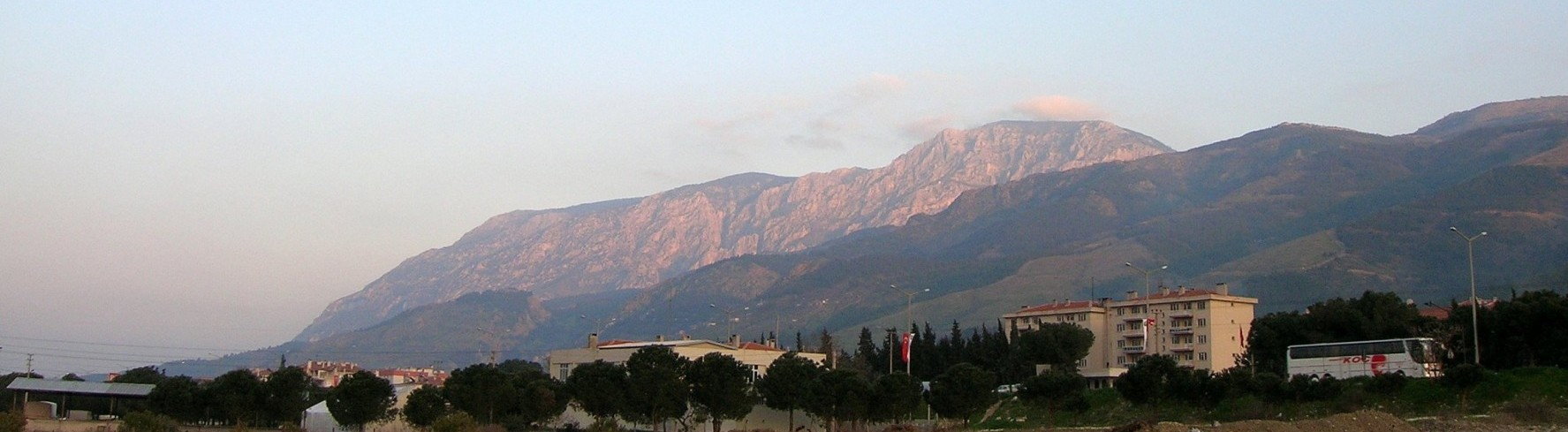
El Mont Sipilos vist des de Magnèsia del Sipilos, actualment Manisa

La Companyia s'estigué 15 dies a Filadelfia recuperant-se dels esforços de la campanya militar. Havent acomplert l'única missió que l'emperador romà d'Orient Andrònic II Paleòleg havia encomanat a Roger de Flor, aquest optà per consolidar la defensa de la ciutat reconquerint les fortaleses romanes d'Orient que anteriorment s'havien rendit als turcs sense resistència i els havien possibilitat arribar a Filadelfia sense oposició. La Companyia sortí de la ciutat i es dirigí cap al nord, vers la fortalesa de Kula. Els turcs, en detectar que la Companyia s'hi aproximava, l'abandonaren i fugiren. La guarnició grega de Kula que havia estat fins aleshores sotmesa als turcs, rebé les tropes aragoneses i catalanes com a alliberadors. Però Roger de Flor no entenia com una fortalesa que semblava inexpugnable, havia pogut caure en poder dels turcs sense haver presentat batalla i aplicant el mateix rigor que havia aplicat en la fortalesa de Germe, Roger de Flor ordenà que el governador i el comandant de la guarnició grega fossin executats per castigar la seva covardia; en aquesta ocasió, i a diferència del que havia succeït a la fortalesa de Germe, les súpliques dels grecs no serviren per a res. El governador fou decapitat i el comandant penjat a la forca; tan sols després d'estar-se uns minuts sense arribar a morir-se, Roger de Flor acceptà que el despengessin, car els grecs ho tingueren per un miracle. La Companyia continuà cap al nord fins a arribar a la fortalesa de Furnes (Φούρνοις), on Roger de Flor actuà amb la metixa implacable severitat.

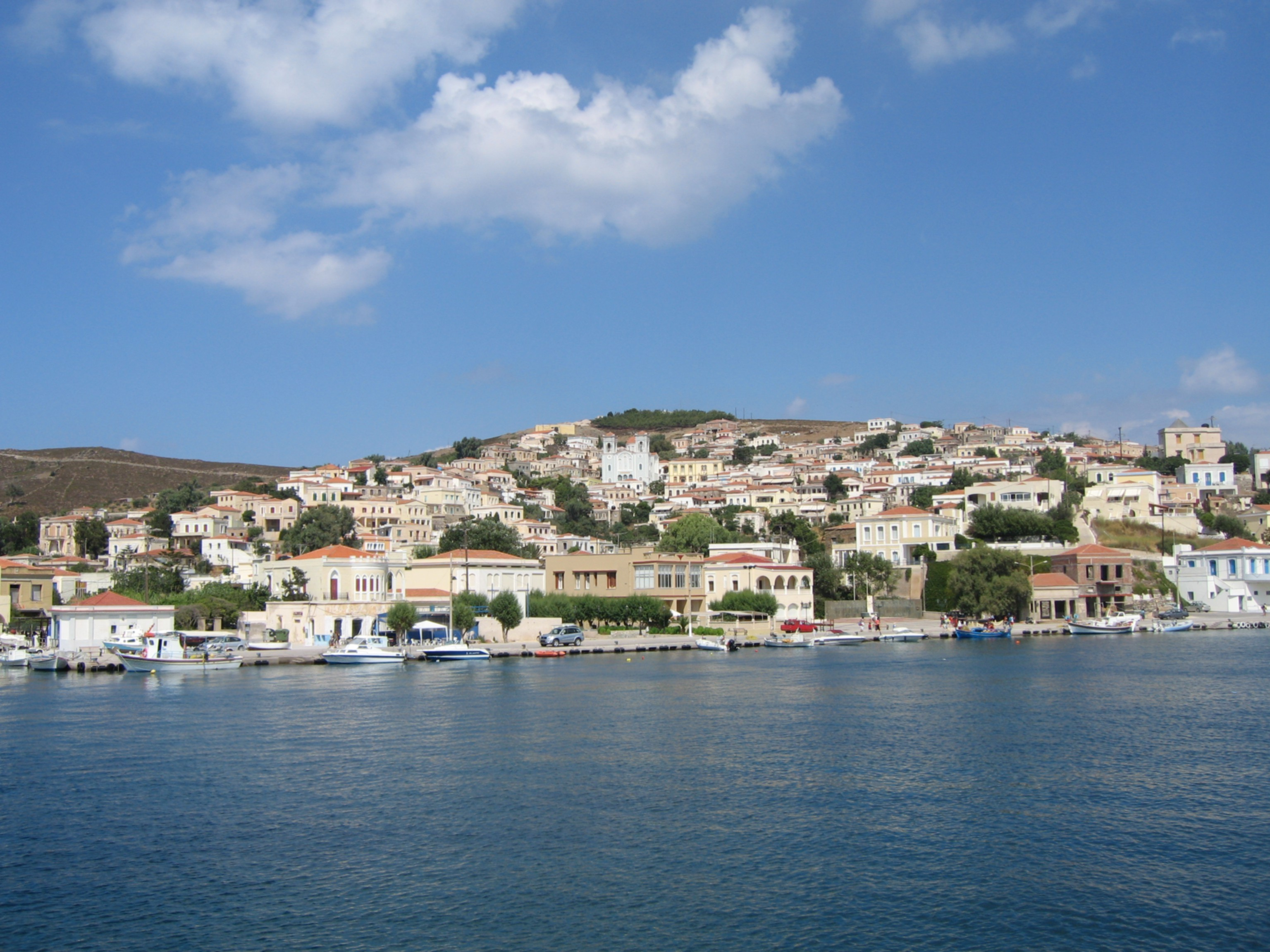
Quios, on es trobava ancorada la flota de la Companyia a les ordres de Ferrando d'Ahones

Després d'aquesta operació de reconquesta i càstig, la Companyia retornà a Filadelfia on Roger de Flor ordenà que li fossin pagades contribucions de guerra. Els magistrats de la ciutat inicialment s'hi negaren, car després de dos anys de setge la ciutat havia quedat devastada, la població encara patia fam i els pocs recursos de què disposava els havia dedicat a l'allotjament de les tropes de la Companyia. A això s'hi afegia que tan sols l'emperador tenia la potestat per imposar nous impostos en una ciutat romana d'Orient, no pas Roger de Flor, però davant les exigències d'aquest, acabaren pagant les contribucions de guerra.
Des de Filadelfia la Companyia retrocedí per la vall riu Hermos i entrà en la prefectura de la ciutat de Magnèsia del Sipilos, l'únic territori que encara restava sota control dels romans d'Orient a Anatòlia. Magnèsia del Sipilos comptava amb unes sòlides muralles, que en garantien la seva defensa; a més, es trobava propera a la costa, a uns quilòmetres de distància de Quios, illa on es trobava ancorada la flota de la Companyia a les ordres de Ferrando d'Ahones. Donades aquestes circumstàncies, Roger de Flor decidí ocupar la ciutat romana d'Orient per fixar-hi el seu quarter general, traslladar-hi el botí de guerra acumulat i acantonar-hi les tropes. Roger de Flor, pels grecs començava a actuar no ja tan sols com un cabdill militar, sinó com si fos el governador de tota Anatòlia, fet que li suposà la rivalitat amb el prefecte del territori romà d'Orient Nostongos Ducas i el governador de la ciutat de Magnèsia, Demetrios Ataliota. Finalment, Nostongos Ducas es dirigí cap a Constantinoble per denunciar la crueltat, i l'avarícia de Roger de Flor davant de l'emperador. L'emperador es negà a rebre'l, i Nostongo comunicà al patriarca les noves, que causaren consternació a la capital romana d'Orient.

### Batalla de Tira
Després d'haver deixat a la ciutat de Magnèsia el botí de la Companyia i una petita guarnició formada per almogàvers, les tropes de Roger de Flor anaren a la ciutat de Nif, on tot just arribar-hi reberen petició d'auxili de dos habitants de Tira. Les restes de les tropes turques derrotades en la batalla d'Àulax s'havien unit a les tropes de l'Emirat de Menteşe-oğhlu i havien començat a atacar la ciutat de Tira. Roger de Flor prengué la meitat de les seves tropes i ordenà a l'altra meitat que retornés a Magnèsia del Sipilos. Les tropes a les ordres de Roger de Flor iniciaren novament una marxa a pas de càrrega, arribant a les murades de Tira en plena nit i, sense que els turcs descobrissin la seva presència, entraren a la ciutat. L'endemà al matí els turcs començaren a agrupar-se a la planúria davant de la ciutat per tal preparar un nou assalt amb la confiança que a Tira hi havia tan sols una petita guarnició de grecs.
Roger de Flor ordernà a Corberan d'Alet que preparés un destacament format per 200 homes a cavall i 1.000 almogàvers. Quan els turcs s'aproparen a les murades de la ciutat, les tropes cabdellades per Corberan d'Alet sortiren violentament de la ciutat i envestiren les aterrides tropes turques. Abans que aconseguessin recuperar-se de la seva sorpresa, l'envestida de les tropes aragoneses i catalanes ja havia deixat al camp de batalla més de 700 turcs a cavall morts i més d'infanteria. Presos del pànic, la resta de turcs a cavall començaren a fugir cap a les muntanyes properes a ciutat mentre eren perseguits per la cavalleria almogàver. Corberan d'Alet decidí mantenir la persecució contra els turcs en retirada i ordenà desmuntar dels cavalls i començar l'ascenció. En veure la decisió de les tropes almogàvers, els turcs posaren peu a terra i començaren a llençar pedres i a disparar fletxes contra els homes de la Companyia. Per facilitar l'ascenció i millorar la seua visió enmig de la polseguera i la calor, Corberan d'Alet no dubtà a llevar-se el seu casc; just en aquell moment, una sageta turca li impactà al cap i morí a l'instant. Les tropes almogàvers, commocionades per la mort del manescal de la Companyia, deturaren la persecució i començaren a replegar-se portant el cadàver de Corberan d'Alet, mentre els turcs reprengueren la seva fugida.
Quan les tropes arribaren de nou a Tira informaren immediatament de la mort de manescal a Roger de Flor. Aquest ordenà que Corberan d'Alet fos enterrat amb tots els honors a l'Església de Sant Jordi, situada a unes dues llegües de la ciutat de Tira, i que el seu sepulcre fos guarnit bellament amb rics ornaments. Guardant dol per la mort del manescal, la Companyia restà 8 dies acantonada a Tira.

### Arribada de Bernat de Rocafort i contribucions de guerra a Efes
Mentre es desenvolupava la batalla de Tira, Bernat de Rocafort arribà a Constantinoble procedent del Regne de Sicília. Bernat de Rocafort no s'havia unit a la Companyia l'any anterior doncs s'havia negat a acceptar els termes de la Pau de Caltabellotta que l'obligaven a retornar dos castells que havia conquerit al Regne de Nàpols. Finalment, el juliol del 1304, decidí unir-se a la Companyia i amb 200 homes de cavall, 1.000 almogàvers i 2 galeres salpà cap a la capital romana d'Orient. Allí fou rebut per l'emperador Andrònic II Paleòleg, qui l'informà que la flota de la Companyia es trobava ancorada a Quios.
Alhora i des de Tira, Roger de Flor ordenà a l'almirall de la flota Ferrando d'Ahones que salpés de Quios i es dirigís a Ània. Ferrando d'Ahones, amb els reforços acabats d'arribar de Bernat de Rocafort, salpà amb flota i arribà a la ciutat Ània pocs dies després, on s'estigué ancorat 8 dies esperant l'arribada de la Companyia. En ser informat Roger de Flor de l'arribada de Bernat de Rocafort, ordenà a Ramon Muntaner que s'avancés al gruix de la tropa i amb 20 cavalls recollís a Bernat de Rocafort per portar-lo fins a la ciuat d'Efes. Per la seva part, Roger de Flor amb tota la host almogàver es dirigí cap a Efes, deixant en Pere d'Eros/Diego de Orós i una dotació 30 hòmens a cavall i 100 almogàvers com a guarnició de Tira.
Finalment, 4 dies després, Roger de Flor al capdavant de tota la host arribà a Efes on es reuní amb Bernat de Rocafort. Els dos militars veterans de la Guerra de Sicília arribaren ràpidament a un acord; la mort de Corberan d'Alet havia deixat la Companyia sense manescal i Roger de Flor proposà a Bernat de Rocafort pel càrrec; així mateix, li prometé en matrimoni la seva filla, abans promesa del difunt Corberan d'Alet i el pagament de 4 mesos de soldada en bestreta pels seus homes. Bernat de Rocafort acceptà aquestes termes i ambdós cabdills anaren conjuntament a Ània. Això no obstant, abans de sortir d'Efes, Roger de Flor es feu pagar noves contribucions de guerra, no dubtant an emprar la violència extrema quan fou necessari.

### Batalla d'Ània

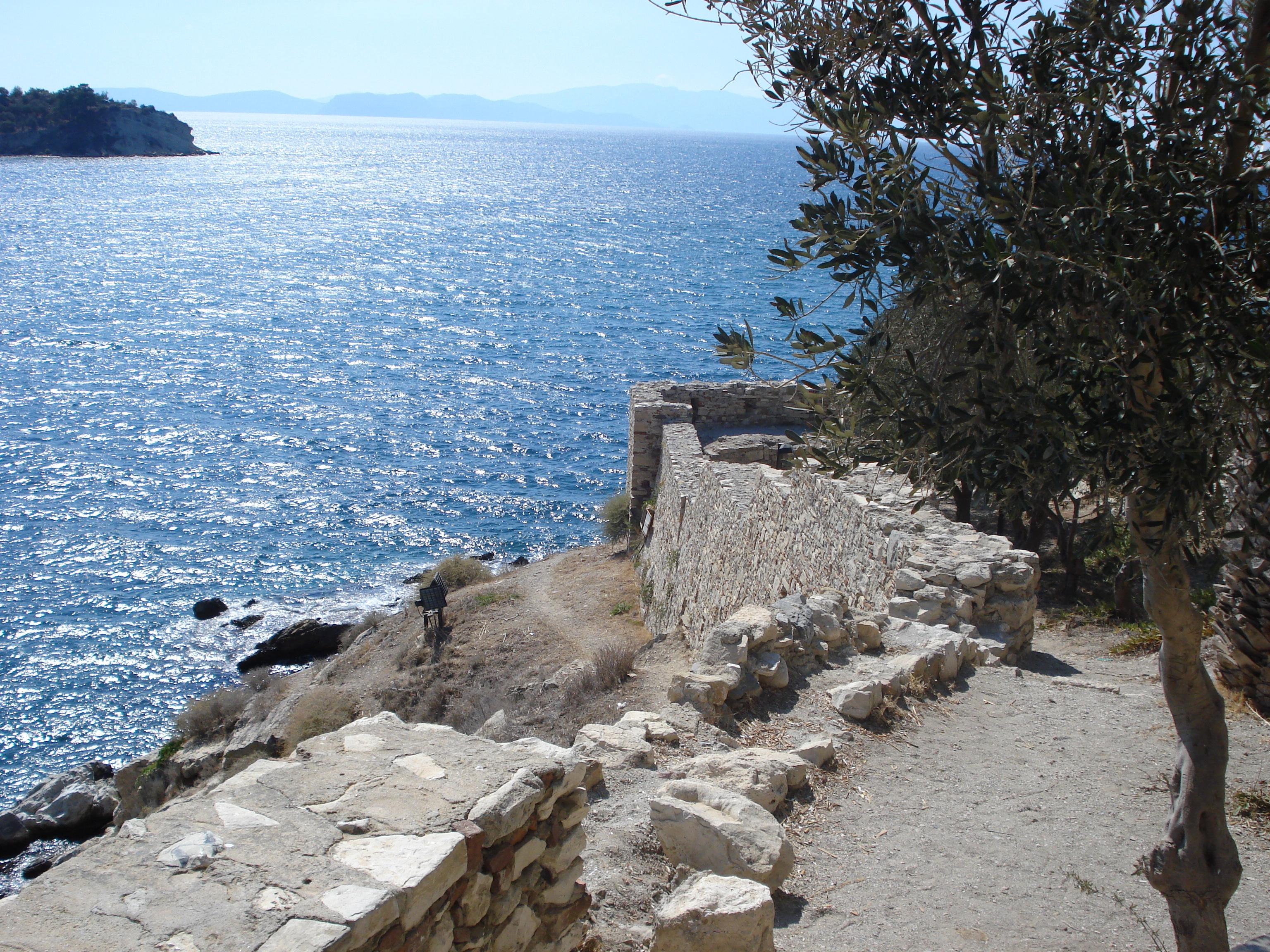
Ània, actualment Kuşadası

En arribar a les proximitats d'Ània, els homes de la flota de Ferrando d'Ahones i els reforços portats per Bernat de Rocafort exiiren a la carrera per rebre els dos cabdills efusiment mentre brandaven les seves armes; reunida i ampliada la Companyia, Roger de Flor feu pagament d'una nova soldada a tots els homes.
Per la seva part, les tropes supervivents de l'Emirat d'Aydin aconseguiren reagrupar-se prop d'Ània i començaren a assetjar la seva horta. Aquestes operacions ofengueren les tropes almogàvers, que prengueren les accions dels turcs com un desafiament. Sense rebre ordres dels cabdills de la Companyia, i en complet desordre, la host almogàver obrí sobtadament les portes de la ciutat i envestí frontalment els turcs. Aquests, sorpresos per l'atac, caigueren novament derrotats i aquells que pogueren iniciaren desorganitzadament la retirada. Els almogàvers n'iniciaren la persecució i tan sols l'arribada de la nit els salvà d'un desastre major. Amb tot, al camp de batalla restaven morts 1.000 turcs de cavall i 2.000 turcs de peu.
Després d'aquesta nova victòria la Companyia havia consolidat la seva posició a la costa i havia derrotat els turcs en tots els enfrontaments que havien tingut. Després de 15 dies d'estada a Ània, Roger de Flor acordà abandonar la costa i amb els nous reforços portats per Bernat de Rocafort, endinsar-se cap a l'interior d'Anatòlia buscant una nova batalla decisiva.

### Batalla de Cibistra

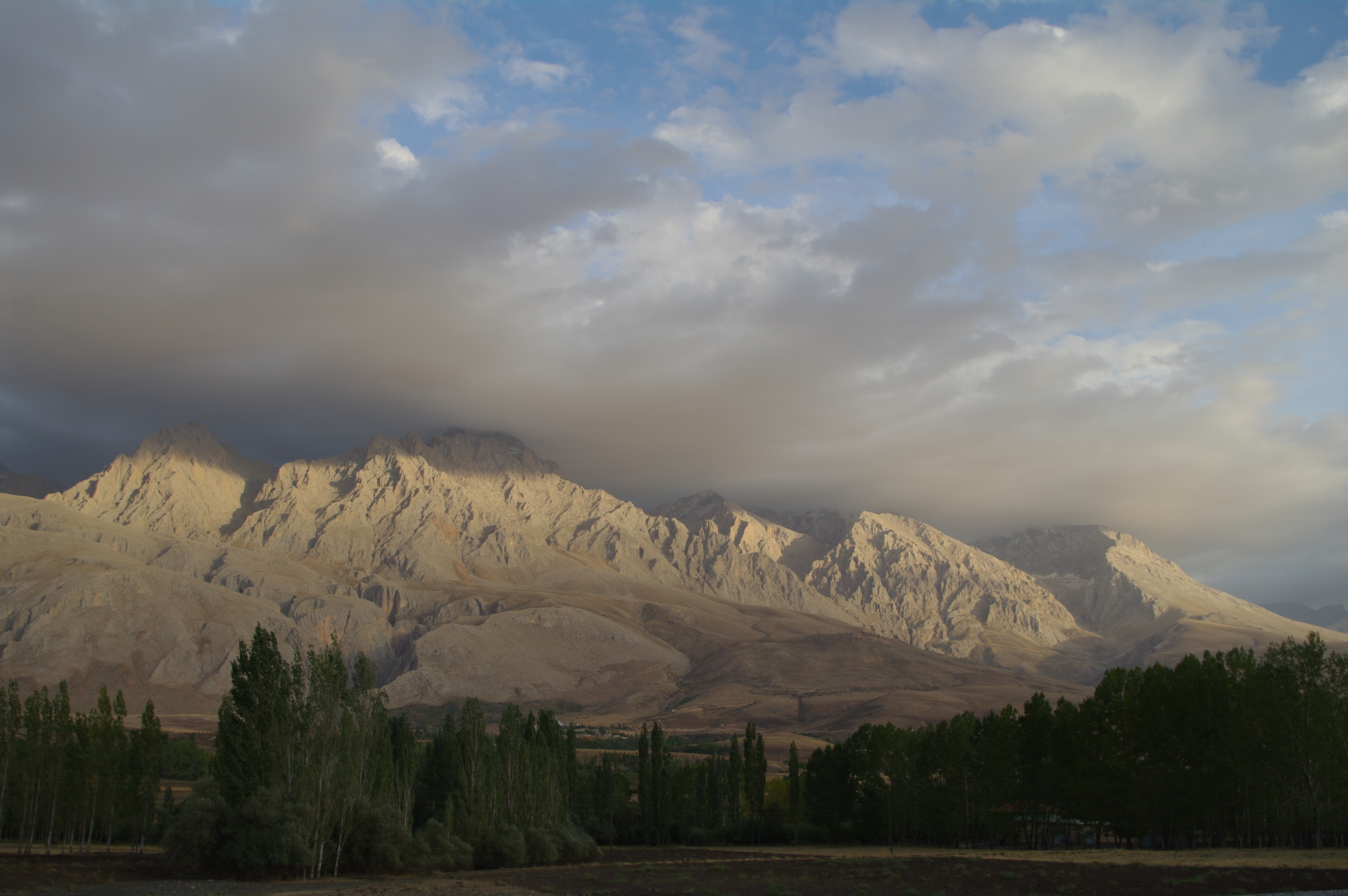
L'Aladaglar, a les Muntanyes del Taure; en turc, Toros Dağları

A final de juliol del 1304, eixí d'Ània la senyera i la Companyia prengué la ruta de l'antiga via romana. En la seva marxa travessaren les antigues regions cristianes i ara dominiades pels turcs de Cària i Licaònia, enllaçant amb la ruta que dos segles abans havien seguit els croats en el seu camí cap a Terra Santa. La Companyia arribà finalment als contraforts de les Muntanyes de Taurus, a prop del pas anomenat Porta del Ferro, que protegia les fronteres de l'isolat Regne cristià d'Armènia Menor.
Els turcs, en el seu replegament general i evacuació de l'occident anatòlic, havien reeixit a concentrar un exèrcit de fins a 10.000 homes a cavall i 20.000 homes a peu. Havent aconseguit atraure la Companyia cap a un terreny que li era desfavorable, deixant-la aïllada i a jorns de distància de les grans ciutats costaneres romanes d'Orient, les tropes islàmiques restaven amatents i alerta, esperant el moment idoni per a llençar-se sobre la Companyia Catalana d'Orient i destruir-la definitivament. A mesura que s'endinsaven més i més en territori enemic, Roger de Flor i el seu manescal Bernat de Rocafort ordenaren als homes de reduir la marxa i estar precavuts davant de qualsevol eventualitat; àdhuc, incrementaren les patrulles per crecar les forces enemigues, fet que resultà provindencial, car els exploradors localitzaren un enrome contingent turc; desbaratada la sorpresa, enmig dels clarobscurs de l'albada del 15 d'agost del 1304, la diada de la Mare de Déu d'Agost, i en una gran esplanada que s'estenia als peus d'una muntanya, els almogàvers es trobaren davant del gran exèrcit turc, amb els seus estendards desplegats i arrengat en ordre de batalla.
Malgrat que la desproporció de forces superava qualsevol expectativa raonable que hagués pogut albirar, Roger de Flor no considerà en cap moment la retirada. Cridà ràpidament les ordres als seus homes perquè s'aparellessin per a la imminent batalla, ordenant a Bernat de Rocafort que es posés al capdavant de l'almogaveria, mentre que ell mateix es posà al capdavant de la cavalleria de la Companyia i alana. Amb poc més de 6.000 homes, la inferioritat numèrica no feu escruixir la voluntat de Roger de Flor, conscient que l'exèrcit que es trobava al seu davant constituïa la darrera reserva islàmica; si aconseguia derrotar-los, la Companyia restaria com a única força militar efectiva en el territori i ell esdevindria l'amo absolut d'Anatòlia. Per contra, si en sortien derrotats, donant l'aillament en què es trobaven, no hi hauria escapatòria possible.
La cavalleria de la Companyia i els alans se situaren al flanc esquerre, contraposats a la cavalleria turca. Al franc dret es desplegaren la infanteria almogàver i les tropes de romans d'Orient. El silenci que regnava enmig de la vall es trencà quan d'entre les tropes almogàvers començà a alçar-se el crit de guerra que els ha fet immortals: Desperta Ferro! Desperta!, Desperta Ferro! Desperta!; començava la batalla decisiva. La cavalleria cabdellada per Roger de Flor sortí a l'encontre de la cavalleria turca, mentre els almogàvers iniciaren la càrrega sobre les files islàmiques. La primera ofensiva fou aturada i les tropes turques començaren a avançar. Després de perllongats combats i envestides, la lògica de la superioritat numèrica turca començà a imposar-se. Però quan la victòria semblava que es decantaria finalment del costat turc i les forces començaven a renquejar, s'alçà de nou el crit que recordà als almogàvers la seva darrera fidelitat i la providència invicta que esguardava el cognom dels seus sobirans; al crit d'Aragó, Aragó!, Aragó, Aragó! es llançaren novament a l'assalt. De res no serviren les exhoratacions a la gihād dels temibles guerrers ghāzī, i les línies turques començaren a trencar-se davant la inaturable escomesa de catalans i aragonesos. Amb sistemàtica metodologia, els almogàvers penetraven i profunditzaven en les bretxes, aillaven els contingents turcs i acabaven per massacrar-los. Finalment, prop de l'hora del crepuscle, la host islàmica col·lapsà i començà aleshores una fugida massiva; la cavalleria almogàver procedí a l'encalç dels fugitius fins que la foscor els aturà, mentre el cos principal de les tropes almogàvers restà en vetlla tota la nit, amb les armes a la mà, per si els turcs tornaven a l'ofensiva. L'endemà al matí, Roger de Flor procedí al reconeixement del camp de batalla; la carniceria del dia anterior havia deixat, dels turcs a cavall, prop de 6.000 morts, i dels de peu, uns 12.000 morts.

## Traïció romana d'Orient

### Setge de Magnèsia
Després d'aquesta campanya la Companyia Catalana retornà a Magnèsia del Sipilos, però aquests èxits militars no aconseguiren compensar els excessos a què la companyia sotmetia la població local. Per complicar encara més les relacions, els habitants de Magnèsia aprofitaren una de les sortides de la companyia per robar el botí de la companyia, el governador de Magnèsia ordenà executar la guarnició d'almogàvers que protegien els tresors de la Companyia. Quan els homes de Roger de Flor retornaren a la ciutat els seus habitants es negaren a obrir-los les portes. La companyia inicià els preparatius per tal d'assetjar la ciutat que havia estat la seva pròpia base. Mentre es preparava el setge l'emperador Andrònic II Paleòleg els envià la petició de tornar a travessar el Bòsfor per lluitar contra els búlgars que amenaçaven les fronteres del nord de l'imperi.
Els grecs, pensant que la Companyia havia estat derrotada, s'apoderaren del botí de la Companyia.
En acabar-se l'estiu del 1304, durant el setge de Magnèsia, el contingent dels alans, que s'havia reduït a la meitat doncs ja tan sols en quedaven 500, desertà.

### L'ofensiva del Segon Imperi Búlgar

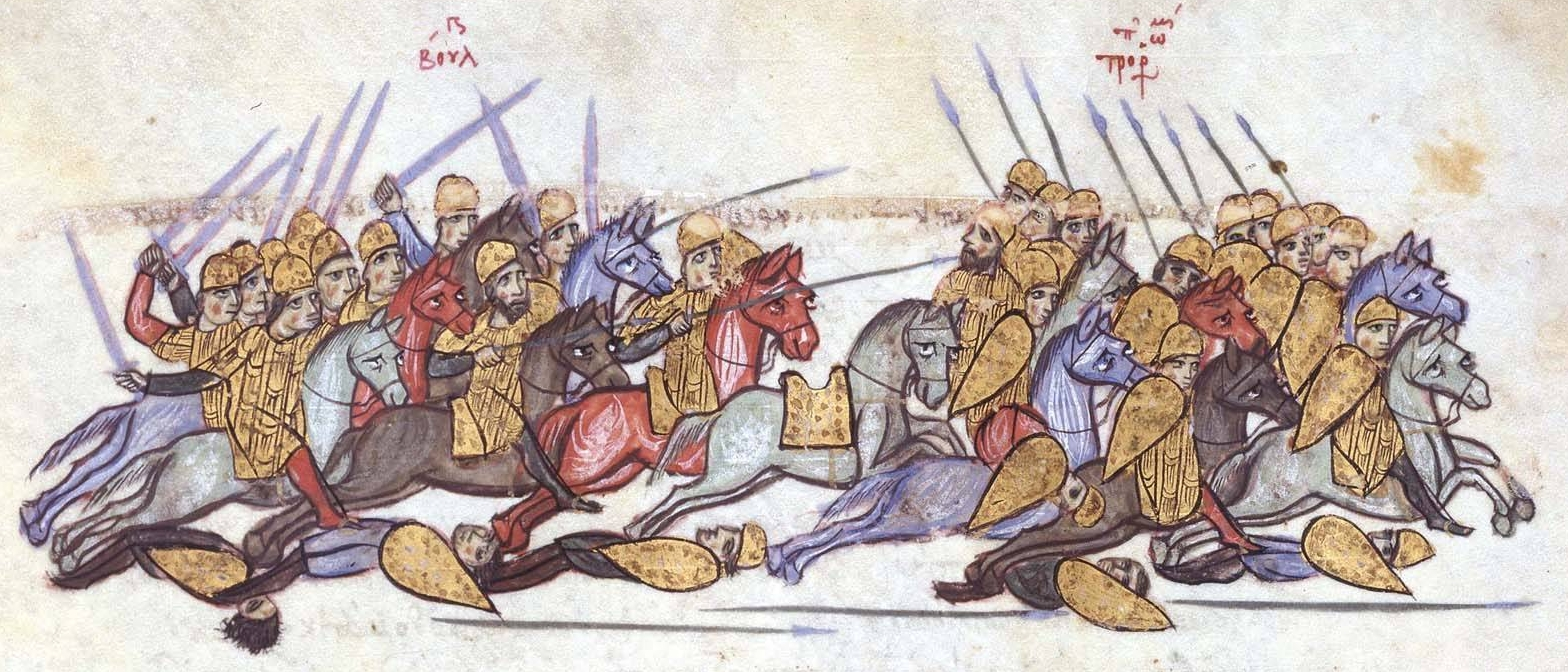
Batalla entre romans d'Orient i búlgars

El 1300, Todor Svetoslav es coronà com a nou tsar del Segon Imperi Búlgar. Les relacions entre l'emperador Andrònic II Paleòleg i el tsar búlgar Todor Svetoslav I Terter de Bulgària havien empitjorat notablement des del 1303, quan el tsar búlgar passà a l'ofensiva i envaí el territori de l'Imperi Romà d'Orient, atacant els ports del mar Negre i capturant fortaleses del nord-est de Tràcia, incloent-hi Mesèmbria (Nessèbar), Anquialos (Pomòrie), Sozòpolis (Sozòpol), i Agatòpolis (Akhtòpol). El 1304 els romans d'Orient, comandants per xor Miquel Paleòleg, fill de l'emperador romà d'Orient Andrònic II Paleòleg, decidiren passar al contraatac, però foren derrotats en la batalla de l'Skafida.
Davant d'aquesta derrota, l'emperador s'apressà a cridar la invencible companyia. Però l'exèrcit romà d'Orient, humiliat, no considerà apropiada aquesta decisió i el mateix Miquel IX Paleòleg escrigué al seu germà advertint que l'arribada de la Companyia provocaria la revolta de l'exèrcit romà d'Orient.

### Hivernada de 1304 a 1305 a Gal·lípoli
D'aquesta manera, quan la Companyia arribà a Gal·lípoli, l'emperador Andrònic II Paleòleg els demanà que retornessin de nou a l'Àsia Menor. Roger de Flor, exasperat davant d'aquests canvis de direcció, es negà a retornar a l'Àsia Menor si abans els soldats no eren pagats amb les soldades que se'ls hi devien. Arribats a Omnia Sanctorum, s'ordenà d'eixhivernar a Gal·lípoli.

### L'arribada de Berenguer d'Entença
En aquest context cada volta més enrarit entre la Companyia i l'Imperi Romà d'Orient, l'octubre de 1304, arriba a Madyte el noble Català-Aragonès Berenguer d'Entença i de Montcada amb un contingent format per 300 cavallers i mil almogàvers. 
Per altra banda Frederic II de Sicília envià, l'estiu de 1304, cap a terres romanes d'Orient una flota formada per deu naus comandades per Sanç d'Aragó amb la missió de fer la guerra contra Andrònic i sondejar les intencions de Roger de Flor i els seus homes.
En aquest clima de forta tensió entre la companyia i l'imperi, mentre es negociaven les noves condicions que havien d'assegurar la permanència de la companyia a la Romania. L'arribada de la flota enviada per Frederic pretén fer esclatar el conflicte entre Roger de Flor i els emperadors. El rei Sicilià confiava amb la col·laboració de Berenguer d'Entença per tal d'inclinar les tropes almogàvers a favor seu. Amb tot, Entença traeix les seves promeses de col·laboració amb els plans de Frederic.
La companyia refusà l'ajut a la flota de Sanç, al mateix temps que arriba a un acord amb Andrònic. Roger de Flor és nomenat Kaisar de l'Imperi Romà d'Orient i rep 33.000 perpres d'or i 100.000 modii de blat per a retornar a Anatòlia amb tres mil homes i seguir la guerra contra els turcs; Berenguer d'Entença jura fidelitat al emperadors i rep el títol de megaduc cedit per Roger.
Malgrat l'acord, les relacions entre la Companyia i l'Imperi es dirigien ja cap a la guerra oberta.

### Assassinat de Roger de Flor i la massacre d'Adrianòpolis

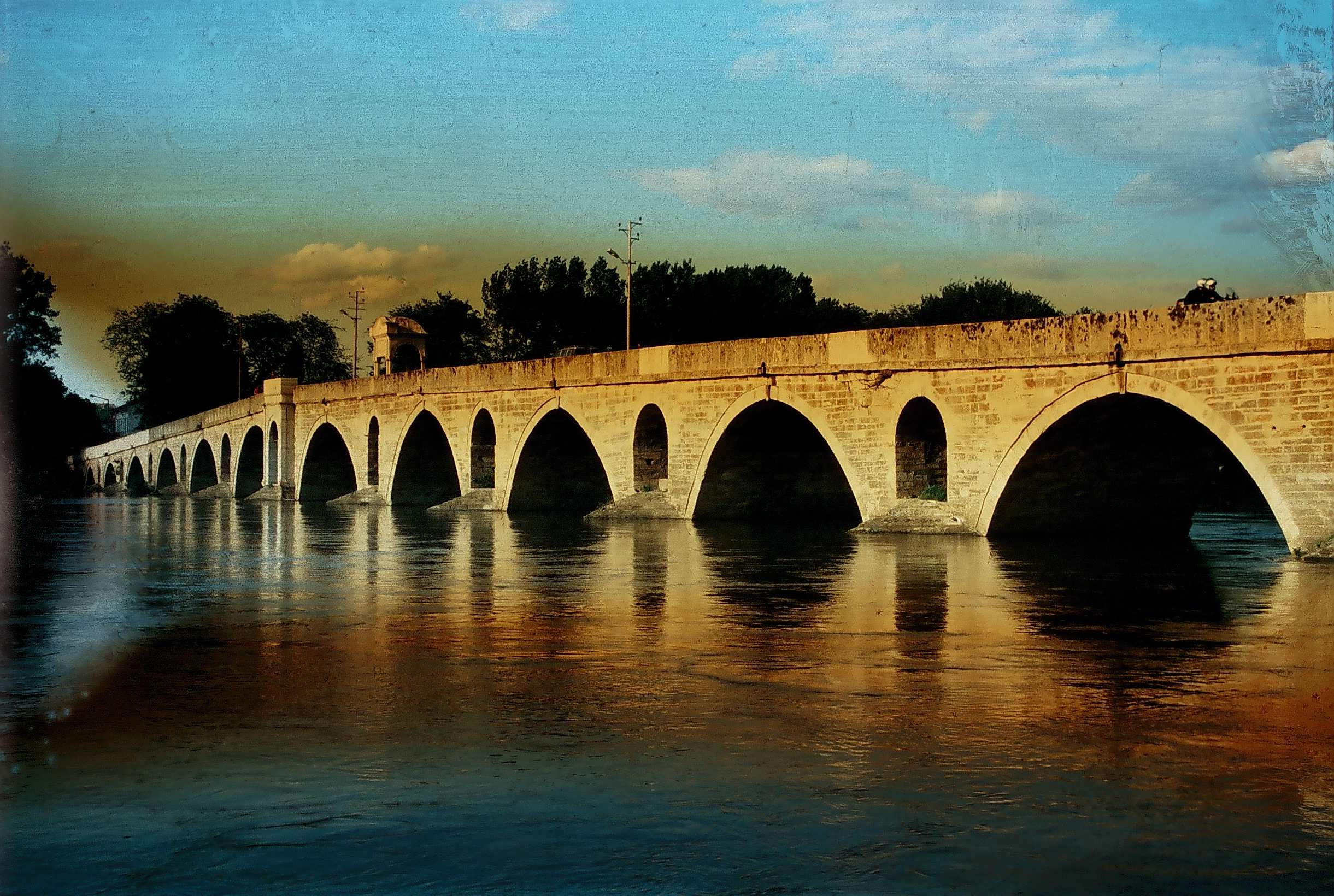
Pont d'Adrianòpolis, actualment Edirne

Durant el mes de gener de 1305 Roger de Flor fortificà la península de Gal·lípoli mentre Frederic II de Sicília armava una flota per conquerir l'Imperi Romà d'Orient. Al seu torn, els turcs atacaren de nou Filadelfia i l'emperador Andrònic II Paleòleg, totalment desesperat i acorralat, optà per intentar reconciliar-se amb Roger de Flor oferint-li també el títol de Cèsar i entregant-li en feu totes les províncies de l'Àsia Menor. Veient com l'emperador s'havia plegat sense presentar batalla, Roger de Flor es preparà per atacar de nou als turcs i conquerir les províncies de l'Àsia Menor que se li havien donat en feu amb uns 3.000 homes.
Abans de partir però, es dirigí a Adrianòpolis (l'actual Edirne) per reunir-se amb el fill de l'emperador Miquel IX Paleòleg. El jove basileu el rebé sumptuosament i en el transcurs d'un sopar, el dia 4 d'abril de 1305, l'assassinà a traïció conjuntament amb la plana major de la Companyia amb l'ajuda de turcoples i dels alans.
Decidit a posar fi a la Companyia, Miquel IX Paleòleg feu una crida per lluitar tots contra un. D'aquesta manera, l'exèrcit romà d'Orient, els alans, els turcoples i els genovesos s'uniren per exterminar la companyia: s'havia iniciat la "caça de l'almogàver" i catalans i aragonesos eren exterminats a discreció arreu de l'imperi, els catalans residents a Constantinoble són massacrats, entre ells l'almirall Ferrando d'Ahones.

### L'extermini de la Companyia i la Batalla de Gal·lípoli
En l'ofensiva final contra els almogàvers, les tropes romanes d'Orient, alanes i turcoples desembarcaren a Gal·lípoli on exterminaren un gran nombre d'almogàvers. Les forces almogàvers quedaren reduïdes a 3.307 homes i 206 cavalls.
Els almogàvers maten a tots els veïns de Gal·lípoli (fet que Muntaner no menciona en la crònica).

## Guerra de la Venjança Catalana
L'assassinat a traïció de Roger de Flor i l'intent d'extermini deixen a la Companyia en una situació desesperada. Rodejats d'enemics, lluitant successivament o a la vegada amb turcs, alans, grecs i genovesos. Amb el seu esforç per a sobreviure, els almogàvers es llançaren durant els següents dos anys a una guerra de devastació i extermini tot al llarg de l'Imperi Romà d'Orient, fets que es coneixen com la Venjança Catalana.
Però la Companyia no es lliurà a aquesta venjança sense complir abans amb totes les lleis de l'honor: desafià noblement els emperadors i declarà la guerra a l'Imperi Romà d'Orient. Berenguer d'Entença i de Montcada envia missatgers a Rodostó els quals, com a resposta, foren esquarterats. (Respecte a aquest fet l'historiador anglès G.Finlay escriu: "Aquests aventurers despietats sabien guardar millor el seu propi honor que l'emperador grec el del seu imperi").
| «                                                                                   | Y los venjaren... Gran fou la matansa ab que los camps del Assia embermelliren Y'ls restos de festí de sa venjança als buytres i á las hienas repartiren. La espasa oscaren y la forta llansa en los cráneos dels grechs... Tants ne moriren, que de sa carn las fèras s'atiparen i las planas llurs ossos blanquejaren | » |
| — Joaquim Rubió i Ors, Roudor de Llobregat ó sia Los catalans en Grècia,1842,pag.61 | |   |

### Setge de Gal·lípoli

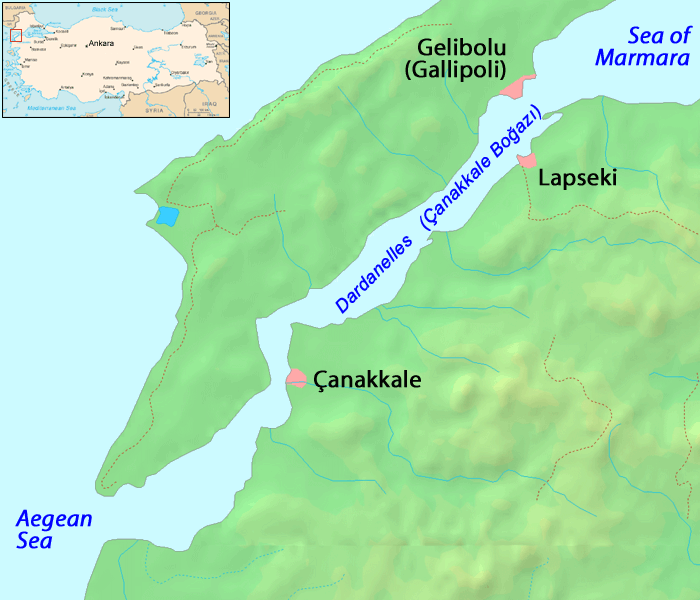
Mapa de la península de Gal·lípoli

Les tropes romanes d'Orient, formades per 14.000 cavallers i 30.000 infants entre grecs, alans i turcoples, posen setge a Gal·lípoli.
Assetjat Berenguer d'Entença i de Montcada, nou cabdill de la Companyia, envia ambaixadors cap a Sicília per a demanar socors. Entença planeja una ràtzia contra Constantinoble i parteix cap a Recrea amb 5 galeres, deixant a Gal·lípoli una host formada per 206 homes a cavall i 1.256 homes a peu, capitanejats per Ramon Muntaner (com a capità de Gal·lípoli), Bernat de Rocafort (Semescal) i 6 cavallers (Ramon Muntaner cita Guillem de Siscar, Ferran Gorí, Joan Peris, Guillem Peris de Caldes i N'Eixemèn d'Alberó).

### "Ferida" i captura de Berenguer d'Entença i de Montcada
Entença i els seus almogàvers prenen l'illa de Propòntida saquejant i matant gran part dels seus pobles. Posteriorment es dirigeix a Recrea, ciutat situada a 24 milles de Constantinoble, saqueja la ciutat i mata gran part dels seus habitants. Andrònic, alertat de la pèrdua de la ciutat, envia tropes cap ella comandades pel seu fill Joan. Les tropes romanes d'Orient són superades pels almogàvers.
Després d'aquesta ferida Berenguer d'Entença decideix de tornar amb els seus homes cap a Gal·lípoli. De tornada la flota almogàver es troba amb 18 galeres genoveses. L'estol genovès inicià converses amb la flota catalana. El capità de l'estol genovès, Eduar d'Oria, convenç Entença d'anar a la nau capitana, on celebraren un sopar i Entença hi passà la nit. En intentar tornar a la seva nau Entença és detingut pels genovesos i aquests ataquen les 5 galeres almogàvers. Els almogàvers són derrotats i Berenguer d'Entença és fet presoner

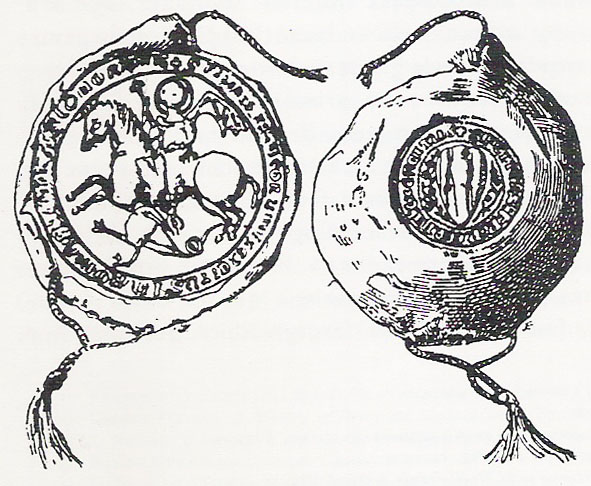
Gravat del del segell que la Companyia va fer el 1305

La notícia de la captura d'Entença arriba a Gal·lípoli. Els pocs efectius de la host que han estat resistint el setge (206 homes a cavall i 1.256 homes a peu) comandats per Bernat de Rocafort i Ramon Muntaner prenen la decisió de resistir fins al final. Els almogàvers un cop presa la decisió enfonsen els seus vaixells i disposen el seu govern: Nomenen Bernat de Rocafort cabdill de la companyia i dotze consellers (amb igual poder que Rocafort, que complia les resolucions preses pel consell), Així mateix feren un segell per als seus missatges i missives, amb el lema: S(igillum) felicis Francorum exercitus in Romani(a)e partibus comorantis (Segell del benaurat exèrcit dels francs establert a la regió de Romania).
La companyia resistia el setge provocant força baixes a l'enemic, amb tot aquest seguia sent molt superior numèricament i la companyia no es podia permetre un degoteig constant de baixes. Els assetjats decideixen presentar batalla oberta. El 21 de juny els almogàvers surten de Gal·lípoli i presenten batalla, destrossen la primera línia romana d'Orient (Ramon Muntaner indica en la seva crònica que la virulència del primer xoc fou tal que tingué la sensació que Gal·lípoli patia un terratrèmol), la qual es veu obligada a retirar-se. El reforç romà d'Orient atura momentàniament l'avanç almogàver. Al crit de Via Sus! Via Sus! Sant Jordi! Sant Jordi! els almogàvers redoblen esforços i fan retrocedir aquesta segona línia i es llencen a la persecució, al llarg de 24 milles, de les tropes romanes d'Orient. A mitjanit els almogàvers tornen a Gal·lípoli victoriosos. Les baixes almogàvers foren d'un cavaller i dos infants, mentre que dels vençuts en moriren 20.000 infants i 6.000 cavallers.

### Batalla d'Apros
Davant aquesta desfeta Andrònic i Miquel, els dos emperadors, resolen d'armar un exèrcit per destruir el petit estat militar català de Gal·lípoli abans no arribessin uns possibles reforços, provinents de Catalunya o Sicilia, a la companyia.
La companyia, alertada de la formació d'aquest exèrcit decideix d'anar al seu encontre. Al tercer dia de marxa la companyia albira les forces enemigues, prop d'Apros on es troba Miquel IX Paleòleg aquarterat esperant la resta de l'exèrcit. La companyia decideix esperar al matí per a atacar, fet que donà temps perquè es reunís tot l'exèrcit romà d'Orient).
Així la companyia es presentà al camp de batalla, amb menys de 3.000 efectius. Els romans d'Orient posaren els alans i els turcoples al davant, mantenint-se ells a la ressaga. Però després dels primers enfrontaments, els alans desertaren i abandonaren el camp de batalla, deixant als romans d'Orient i als turcoples davant dels almogàvers. Aquests, finalment, esclafaren completament l'exèrcit romà d'Orient. L'imperi s'havia quedat sense forces militars.
El que seguí fou una estampida i saqueig general. Els turcoples i els alans començaren a saquejar el territori romà d'Orient. Passats uns mesos, els alans atacaren els turcoples i en capturaren uns quants, que foren entregats a l'emperador amb l'esperança que aquest els perdonés.

### Domini de la Tràcia
Ja sense més tropes, l'Imperi Romà d'Orient no pogué impedir que els catalans devastessin Tràcia on reduïren a l'esclavitud la població que no havia estat massacrada amb els Emperadors Andrònic i Miquel sense atrevir-se a sortir de Constantinoble i Adrianòpolis. Els almogàvers es dedicaren a saquejar i massacrar la població de les diferents ciutats de la Tràcia, deixant de banda les ciutats més fortificades, per tal d'evitar baixes. La situació d'indefensió dels nadius era total, restant aquests a la fúria almogàver. Ramon Muntaner ens il·lustra aquesta situació fent menció del cas d'un almogàver (Peric de Na Clara), que havent perdut tot el que tenia jugant prengué els seus dos fills i s'endinsà fins als jardins de Constantinoble on feu presoners dos mercaders genovesos i tornà a Gal·lípoli amb ells sense cap oposició, aconseguint un profitós rescat.
| «                                                                                              | (...) a manera de devastador incendi es precipitaren damunt de nosaltres, atrevint-se a tot i cobejant tot el que veien. Res deixaren lliure de sa invasió, en recórrer d'un extrem a l'altre aquella encontrada, adés fos pla o muntanya, avenc o precipici, roques escarpades, camins, vessants de muntanyes, valls, colls, torrents, coves, prats, camps i boscúries. Tot desaparegué, tot fou consumat, tot restà ple de cadàvers, víctimes de la més espantosa i horrible carnisseria. Els corrents de sang que en els rius han reemplaçat arreu les aigües s'estanquen a les valls i fins i tot esdevé que, omplint completament llur areny, desemboquen, ai!, a la mar, arrossegant cossos humans per a pastura dels peixos.(...). A un li manquen les entranyes, a l'altre el cap, a aquell les mans, a aquest els peus i encara n'hi ha, segons crec, als qui tot això manca. Com si llur cap els hagués promès grans premis,(...) disputen sobre qui farà més morts o ensangonarà més sa espasa, estimant quasi vergonyós deixar per al seu veí aquestes gestes. Sospitant en tots traïció, amb la mateixa sort castiguen els qui tenen les mans plenes de sang com els qui n'estan nets. Tots són comptats en el nombre de traïdors. I el que es encara pitjor és que aquests (els catalans) són d'aital naturalesa que frueixen amb el vessament de sang i amb la matança, tenen per suprema dita acabar amb els altres, judiquen una calamitat el no fer res i fins i tot consideren la clemència comuna efeminació. (...) Amb universal consternació es precipiten tots a una sola veu i talen, destrueixen, destrossen, incendien. A uns els fan esclaus, a altres els treuen la vista. Aixequen tals munts de cadàvers que no són res en comparació amb ells els dels corciresos, que els porten en carros, com referix Tucídifes. (...) La multitud immensa dels morts serveix de pastura a les aus, a les feres i als gossos. I és tal la misèria, fins i tot entre els més rics, que els obliga a tirar d'aquests animals en lloc dels domèstics i a sortir al camp per veure si en descobreixen algun fugint de l'espasa i cercant de nit d'apoderar-se del que és seu per no morir de fam, portant d'aquesta manera una vida que no és vida i sols diferint de la dels morts en el fet que després d'innombrables necessitats algun dia els haurà de cobrir la mateixa sort. | » |
| — Theodulus Monachus, J.F.Boissonade, Anecdota Graeca e codicibus regiis, tom II, pàg. 188-211 | |   |

Així les coses, la Companyia pren les ciutats de Rodostó i Pàctia, situades a unes seixanta milles de Constantinoble, exterminant els seus habitants.
Donades les baixes patides, la Companyia anà reclutant nous efectius entre els grecs desertors, italians i turcs cristians, que contribuïen així a augmentar les tropes a disposició de Berenguer d'Entença i de Montcada. A més, Ferrando Eximénez d'Arenós desembarca a Madyte el 1306 amb 80 almogàvers de reforç.
Ferrando Eximénez d'Arenós pren una partida de 60 cavallers i 300 almogàvers i es dirigeix al castell Màdito, situat a l'entrada dels Dardanels, després d'assetjar-lo el pren el mes de juliol.
La companyia es divideix en tres parts: Ferrando Eximénez d'Arenós restà a Màdito, Ramon Muntaner a Gal·lípoli i Bernat de Rocafort a Redostó i Panido.

### L'extermini dels Alans i atac genovès a Gal·lípoli
La companyia gira els seus esforços a venjar-se dels Alans. Eiximenis i Rocafort reuneixen la companyia, enviant les dones i nens cap a Gal·lípoli a càrrec de Ramon Muntaner. La companyia marxà cap al mont Hemo deixant a Muntaner a Gal·lípoli amb una host formada per 7 cavallers i 134 almogàvers i 2.000 dones.
La companyia atrapà als Alans a les proximitats de les muntanyes Hemus. A la companyia s'hi afegiren uns 1.000 turcoples. En una sagnant batalla, la Companyia es revenjà també dels alans per la seva implicació en l'assassinat de Roger de Flor, de manera que els alans foren totalment exterminats i les seves famílies esclavitzades. A partir d'aleshores, els alans de Gicorn passaren a la història.
Paral·lelament 25 galeres (18 genoveses i 7 romanes d'Orient) sota el comandament d'Antonio Spinola intenta conquerir Gal·lípoli. La decidida defensa duta a terme per les dones i els pocs homes disponibles sota el comandament de Ramon Muntaner feren fracassar aquest intent.

### Turcs i Turcoples s'afegeixen a la companyia
L'any 1306 els Turcs reconquereixen Anatòlia. Andrònic no pot fer front a l'avanç turc, principalment per la manca de forces.
Coneixedors de les victòries de la Companyia, una host de turcs formada per 1.200 homes a cavall i 200 a peu comandats per Ximelic s'uneixen a la companyia. Poc després a la companyia s'hi afegeixen 1.000 Turcoples que eren al servei de l'Imperi Romà d'Orient. Així doncs la Companyia augmentà les seves forces en 2.200 homes a cavall i 200 homes a peu.

## Retorn de Berenguer d'Entença
Després de la seva captura, Berenguer d'Entença i de Montcada és empresonat finalment a Gènova, on, finalment, és alliberat gràcies a la intervenció del rei d'Aragó. Un cop alliberat Entença procura reclutar ajut per a la Companyia iniciant un periple per diferents corts, entre elles la papal i la Francesa. Finalment Entença, venent part dels seus béns, organitza un cos amb 500 homes i es dirigeix a Gal·lípoli.
A Gal·lípoli Berenguer d'Entença intenta reprendre el lideratge de la companyia trobant-se amb l'oposició frontal de Bernat de Rocafort, el qual disposava del suport de la major part dels Almogàvers i del turc i turcoples, i de Ferran d'Eiximenis. Així les coses el consell dels 12 aconseguí que les diferents faccions arribessin a un compromís: Entença, Rocafort i Eiximenis capitanejarien els soldats que, lliurement, els volguessin seguir. Un cop formats els 3 cossos Bernat de Rocafort es dirigí amb els seus homes cap a assetjar la ciutat de Nova, mentre que Entença i Eiximenis s'uniren i partiren cap a Megareig.
La Companyia, al llarg d'aquests dos anys, ocupà la Tràcia sense oposició. Ciutat rere ciutat fou assaltada i saquejada, els conreus foren destruïts, homes, dones i nens foren enviats a Gal·lípoli, que esdevingué un dels grans mercats d'esclaus de l'Àsia menor. La host catalana visqué a cor què vols, prenent per les armes el que volien i devastant la regió. L'emperador  Andrònic procurà negociar la retirada de la companyia. La manca de recursos de l'imperi i les exigències de la Companyia, que incloïen el pagament de les pagues endarrerides, l'alliberament de tot presoner sens dany, la restitució de la flota capturada amb Entença i el pagament de la part del botí capturat que no poguessin endur-se, feren que aquest intent negociador fos en va.

## Divisió de les forces catalanes: l'arribada de l'Infant Ferran de Mallorca
El 1307, Frederic II de Sicília envia al seu nebot l'infant Ferran de Mallorca, com a representant seu, a Gal·lípoli amb la intenció que aquest prenguí el control de la companyia. El 20 de maig Ferran arriba a Gal·lípoli amb quatre galeres sicilianes. Berenguer d'Entença i de Montcada i Ferrando Eximénez d'Arenós acceptaren fer jurament de vassallatge a Frederic, reconeixent com a cap l'infant, amb tot Bernat de Rocafort es negà a fer el mateix.
Amb la companyia dividida i donat l'esgotament d'aliment, fruit d'haver viscut, durant 5 anys, del renadiu de les collites, de la península de Gal·lípoli, la host decideix abandonar dita península i dirigir-se cap a la ciutat de Cristòfol, situada al límit de Tràcia i Macedònia: Per mar s'enviaren les dones, vells i infants sota el comandament de Ramon Muntaner, mentre que l'infant Ferran i la resta de capitans hi anirien per terra, Berenguer de Rocafort aniria a l'avantguarda amb els Turcs, els Turcoples i la major part dels almogàvers, a un dia de distància el seguirien Berenguer d'Entença, Eiximenis i l'infant Ferran amb la resta de la host, principalment per evitar enfrontaments entre les faccions de la companyia.
A dues Jornades del seu destí, Cristòfol, l'avantguarda de les tropes d'Entença es troba amb la rereguarda de Rocafort i s'establí una trifurca. Durant l'enfrontament, els familiars de Bernat de Rocafort assassinaren a Berenguer d'Entença i de Montcada.
Després d'aquest fet Ferrando Eximénez d'Arenós abandonà la seva partida d'almogàvers i fugí cap a Constantinoble on l'emperador Andrònic II Paleòleg provà de guanyar-se el seu suport casant-lo amb una de les seves nebodes i nomenant-lo megaduc. Així mateix l'infant Ferran abandona la companyia amb els seus homes, als quals s'afegeix Ramon Muntaner.
Amb Berenguer d'Entença mort, Ferrando Eximénez d'Arenós fugit i Ramon Muntaner anant cap a Sicília amb l'infant Ferran, Bernat de Rocafort queda com a senyor absolut de la companyia comandant una host de prop de 8.000 homes.
A la fi de la tardor la companyia s'assenta a les runes de la ciutat de Cassandria, situada a la Península Calcídica, per tal de passar-hi l'hivern. Els almogàvers no estan contents amb el govern de Rocafort, La mort d'Entença i l'actitud cruel i dèspota d'aquest, fan que els seus homes recelin cada vegada més d'ell.
Per la seva part l'infant Ferran de Mallorca i les seves naus arriben a l'illa de Negrepont. En la dita ciutat la host de l'infant es troba amb un estol de 10 galeres venecianes comandades pel francès Tibald de Cepoy, al servei de Carles de França. Cepoy captura a l'infant i la seva flota.
L'infant és conduït, presoner, a Tebes i posteriorment a Nàpols, on fou alliberat el 1309 per Carles I de Valois gràcies a la intervenció del seu pare, el rei de Mallorca.
Tibald de Cepoy parteix de Negrepont amb les seves naus i es dirigeix cap a Cassandria per a trobar-se amb la Companyia, embarcant amb ells Ramon Muntaner i Garcia Gomis Palasin (cavaller aragonès, capità i valedor del bàndol d'Entença i Eiximenis) com a presoners. Amb la intenció d'aconseguir els seus serveis per a Carles de França. En arribar a Cassandria Cepoy lliura els dos presoners a Rocafort, com a senyal de bona voluntat. Rocafort ordena la mort de Gomis, mentre que Muntaner és rebut amb honors. Rocafort accepta les condicions ofertes per Tibald de Cepoy i obliga als seus homes a jurar fidelitat a aquest i a Carles de Valois.
Bernat de Rocafort amenaçà inútilment Tessalònica. En no caure la ciutat, devastà la península de Kassandreia on saqueja tot el que trobà, fins i tot els monestirs del Mont Atos.

### Atacs als monestirs del Mont Atos
Des de Cassandria els almogàvers assetjaren la península del mont Atos, en la qual hi havia, sense comptar eremitoris i poblats de monjos, vint-i-cinc grans monestirs, els quals havien acumulat durant segles grans riqueses, fet que els feu preses cobejades pels almogàvers.
D'aquests atacs tan sols n'hi ha documentat un atac al monestir de Khilandar on, segons la informació provinent de l'arquebisbe serbi Daniel II, superior del monestir, la Companyia patí una gran derrota a mans dels monjos. 
Amb tot, els atacs almogàvers provocaren que de la Gran Laura  envies a la cort de Jaume II dos monjos del monestir de Sant Atanasi, els quals, mitjançant la mediació d'Arnau de Vilanova, aconseguiren el compromís del rei d'aturar els atacs per part dels almogàvers. Jaume II d'Aragó va fer gestions amb Bernat de Rocafort i va aconseguir que es respectessin els monestirs.

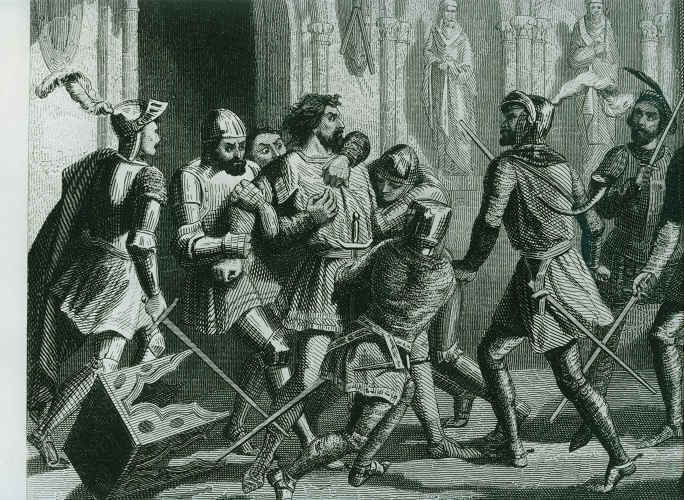
Gravat que representa la detenció de Bernat de Rocafort

L'actitud cruel i els excessos de Rocafort, junt amb la manca de respecte a les decisions que pren el consell almogàver, fan que els principals capitans de la companyia decideixi d'acabar amb el seu govern i es decidiren, malgrat el suport que encara manté Rocafort per part de turcs i turcoples, així com gran part de la tropa, capturar-lo i lliurar-lo a Tibald de Cepoy. Aquest fet comporta un seguit d'enfrontaments entre les faccions, fins que Cepoy lliura a Bernat de Rocafort a Robert I de Nàpols, enviant Rocafort a Nàpols on és empresonat fins a la mort.
Sense Rocafort el consell almogàver cerca nou capitost, donat que no trobaren un únic cap comparable als anteriors capitostos (Flor, Entença i Rocafort), resolgueren de nomenar dos cavallers, un adalid i un almogàver que els governessin per consell dels dotze.
Unificada de nou la Companyia, esgotaren els recursos de la península de Cassandria on passaren l'hivern. En arribar el bon temps la companyia resol d'intentar ocupar Tessalònica. Amb tot Andrònic II reforça les seves posicions durant l'hivern, envià capitans experts a reforçar les principals ciutats de Macedònia i ordenà que recollís la collita i fos duta a les ciutats, així mateix ordenà que es fortifiqués la zona de Cristopol, per tal d'impedir que la companyia retornes cap a la Tràcia. Davant la impossibilitat de prendre Tessalònica, la manca de provisions i la impossibilitat de retornar a la Tràcia la companyia es dirigeix cap a la Tessàlia (1309), la companyia passa el rigor de l'hivern a la vall de Tempe. A la primavera reprenen el camí cap a Tessàlia on Joan I Àngel-Comnè, aliat l'emperador Andrònic II Paleòleg, els proposà de contractar-los per lluitar contra els ducs francs de Grècia.

## Guerra contra el duc d'Atenes

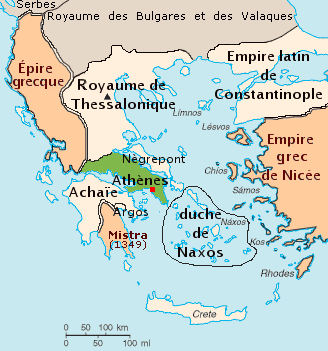
El Ducat d'Atenes l'any 1204

Finalment però, rebutjaren la proposta de Joan I Àngel-Comnè i es posaren al servei del duc franc d'Atenes, Gualter V de Brienne, per lluitar contra els romans d'Orient de Constantinoble i Tessàlia.
La companyia s'establí a Tebes. Amb el suport de la Companyia Gualter declarà la guerra a la Blaquia de Joan I Àngel-Comnè  i al Despotat de l'Epir.
Inicialment els almogàvers van reocupar la plaça forta de Citó (Làmia), el 6 de juny de 1310, i posteriorment les ciutats de Domokós i Almiros. En tan sols sis mesos la Companyia capturà trenta llocs en nom del duc d'Atenes. En aquestes condicions Gualter feu forts els seus dominis i signarà una pau avantatjosa amb tots els seus adversaris. Gualter V de Brienne, però, incomplí el seu pacte amb la companyia pagant, només, la soldada dels dos primers mesos i negant-se a pagar la resta. Els almogàvers, llavors, es negaren a donar les riqueses aconseguides en la batalla i es van fer forts a les fortaleses.
Novament traïts, declararen la guerra al Duc d'Atenes, el qual reclutà un nou i formidable exèrcit que aglutinà gran part de la cavalleria dels francs de Grècia, per tal de fer fora a la Companya de ses terres.
El teatre de la darrera gran batalla que lliurà la Companyia es formà l'hivern de 1310, l'escenari tingué lloc prop del riu Cefís el 13 de març de 1311.

### Batalla del Cefís

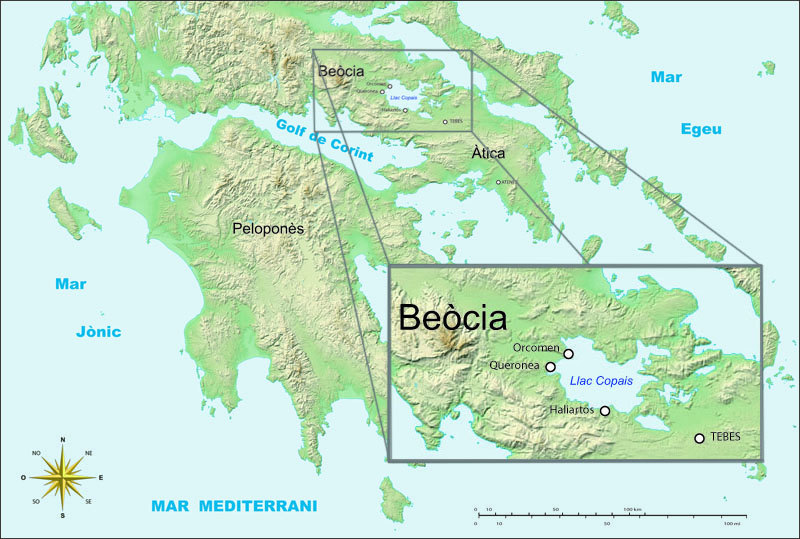
Locatització del Llac Copais abans de ser drenat al

Atrets als aiguamolls del llac Copaïs, els Francs foren completament massacrats per les tropes de la Companyia el 13 de març de 1311 en la batalla del Cefís. El mateix Duc d'Atenes, Gualter V de Brienne, fou mort en la batalla. Després d'aquesta, en pocs dies, la Companyia s'apoderà de Tebes i Atenes, conquerint d'aquesta manera el Ducat.
La Companyia decideix posar fi a la seva peregrinació i escollí Roger Desllor (Roger Deslaur), un del pocs cavallers al servei de Gualter supervivents de la batalla del Cefís, per ser el nou Duc d'Atenes per tal d'impossibilitar així les reclamacions de Gualter VI de Brienne, fill de Gualter V de Brienne. Desllor fou casat amb la vídua de Tomas III Stormoncourt, mort a Cefís, fent-se amb el feu del castell de Salona.
| «                                                                                              | Llavors aquests («els catalans») […] obtingueren la millor i més admirable victòria contra els seus enemics (els francesos), que havien anat a combatre'ls amb un superb aparell i que s'imaginaven no solament vèncer-los sinó conquerir tota tessàlia i Macedònia; mes foren talment castigats que no sobrevisqué ni tan sols un pirforos, com vulgarment es diu. | » |
| — Theodulus Monachus, J.F.Boissonade, Anecdota Graeca e codicibus regiis, tom II, pàg. 188-211 | |   |

Veient que els catalans i aragonesos resolen d'assentar-se en el ducat, turcs i turcoples abandonen el servei a la companyia. 1500 homes capitanejats per Meleco entrà al servei del Principat de Sèrbia, mentre 1300 homes i 800 geners comandats per Halil Pasha ocuparen Tràcia, on els habitants locals no podien conrear les seves terres, ja que els turcoples estaven saquejant i robant el camp. Amb l'ajuda de 2000 cumans o serbis enviats pel rei serbi Stefan Milutin i els genovesos, que impediren que els turcoples escapessin per mar, aquests van ser massacrats el 1312 en la Batalla de Gal·lípoli.
L'any 1312 la companyia, representada per Roger Desllor, reconeix per senyor l'infant Mamfret, fill de Frederic de Sicília. A causa del fet que Manfret comptava amb només 5 anys quan fou investit amb el Ducat d'Atenes, el jurament de fidelitat es feu al cavaller empordanès Berenguer Estanyol, el qual fou enviat a Grècia amb 5 galeres, el qual actuà com a capità en lloc de Manfret i prengué el relleu de Desllor com a cap de la companyia.

## L'Infant Ferran de Mallorca i la conquesta del Principat d'Acaia
Pel seu matrimoni amb Isabel de Sabran (febrer 1314) l'infant Ferran s'apropià dels drets del Principat d'Acaia. a partir d'aquest moment l'infant inicià els preparatius per a la conquesta del principat.
L'Infant Ferran de Mallorca arribà al Principat d'Acaia el 1315. En la batalla de Picotin, derrotà les tropes de Matilda d'Hainaut i el seu marit Lluís de Borgonya. Aquest contratacà intentant infructuosament capturar el Castell de Calandritsa que estava sota el control de l'Infant Ferran de Mallorca. Davant del fracàs del setge, Lluís de Borgonya es retirà a Patras, on rebé els reforços del governador de Mistra. Lluís de Borgonya, coneixedor de la pròxima arribada dels reforços enviats per la Companyia Catalana d'Orient des del Ducat d'Atenes i d'altres enviats des del Regne de Mallorca, es decidí a presentar batalla a Clarença. L'Infant Ferran de Mallorca va morir en la batalla de Manolada el 5 de juliol del 1316 abans de l'arribada dels reforços de la companyia.

## Les repúbliques militars catalanes

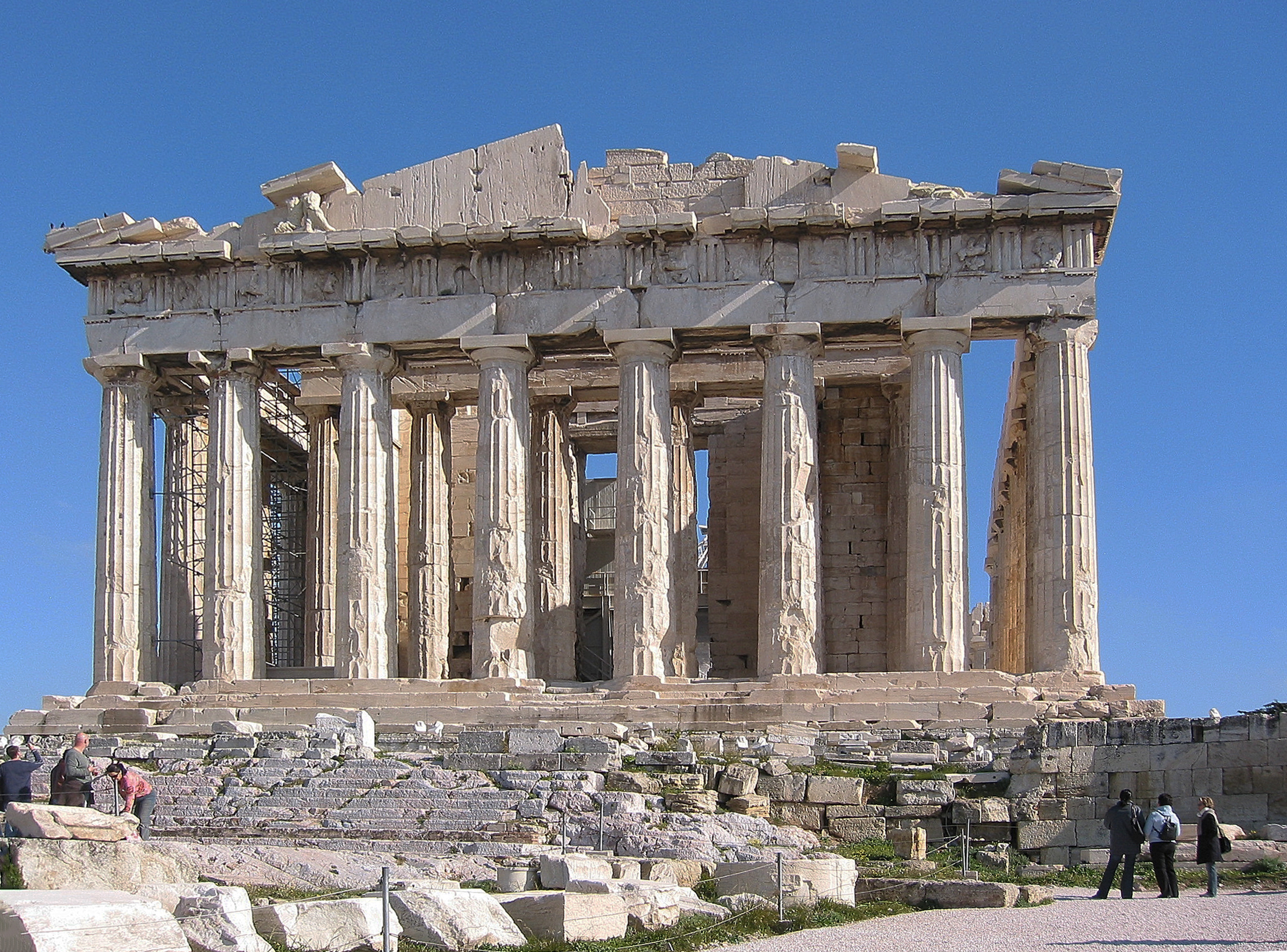
El Partenó d'Atenes fou convertit pels almogàvers en un temple catòlic dedicat a Santa Maria

Després de la batalla de Cefís la companyia s'assentà en el Ducat d'Atenes. Un cop consolidada la seva posició, la companyia es trobà en la posició de mirar de col·locar-se sota el comandament d'un senyor per tal de reafirmar els seus dominis. Tot i que la companyia, una entitat predominantment militar, hagué d'adaptar-se a la nova realitat d'administrar les terres conquerides, mantingué la seva autonomia i exercí un paper eminent en el govern del ducat.
Com ja s'ha indicat anteriorment la companyia recorrerà als seus «senyors naturals», la companyia s'adreça a Frederic II de Sicília, sol·licitant que si els volia enviar un dels seus fills la companyia li juraria fidelitat a aquest i li confiarien ses possessions. Roger Desllor, es desplaça a Sicília amb les demandes de la companyia, que són acceptades per Frederic: nomenant l'infant Manfret nou senyor de la companyia.
En els capítols estipulats en la cort de Sicília demostren el fet que, si bé necessitada d'un senyor, la companyia no desitja reconèixer com a senyor a Frederic sinó mantenir la seva autonomia, escollint un senyor propi. Així mateix els capítols recullen que el ducat es regira segons els costums vigents a Aragó o a Barcelona.

Els Balcans el 1355

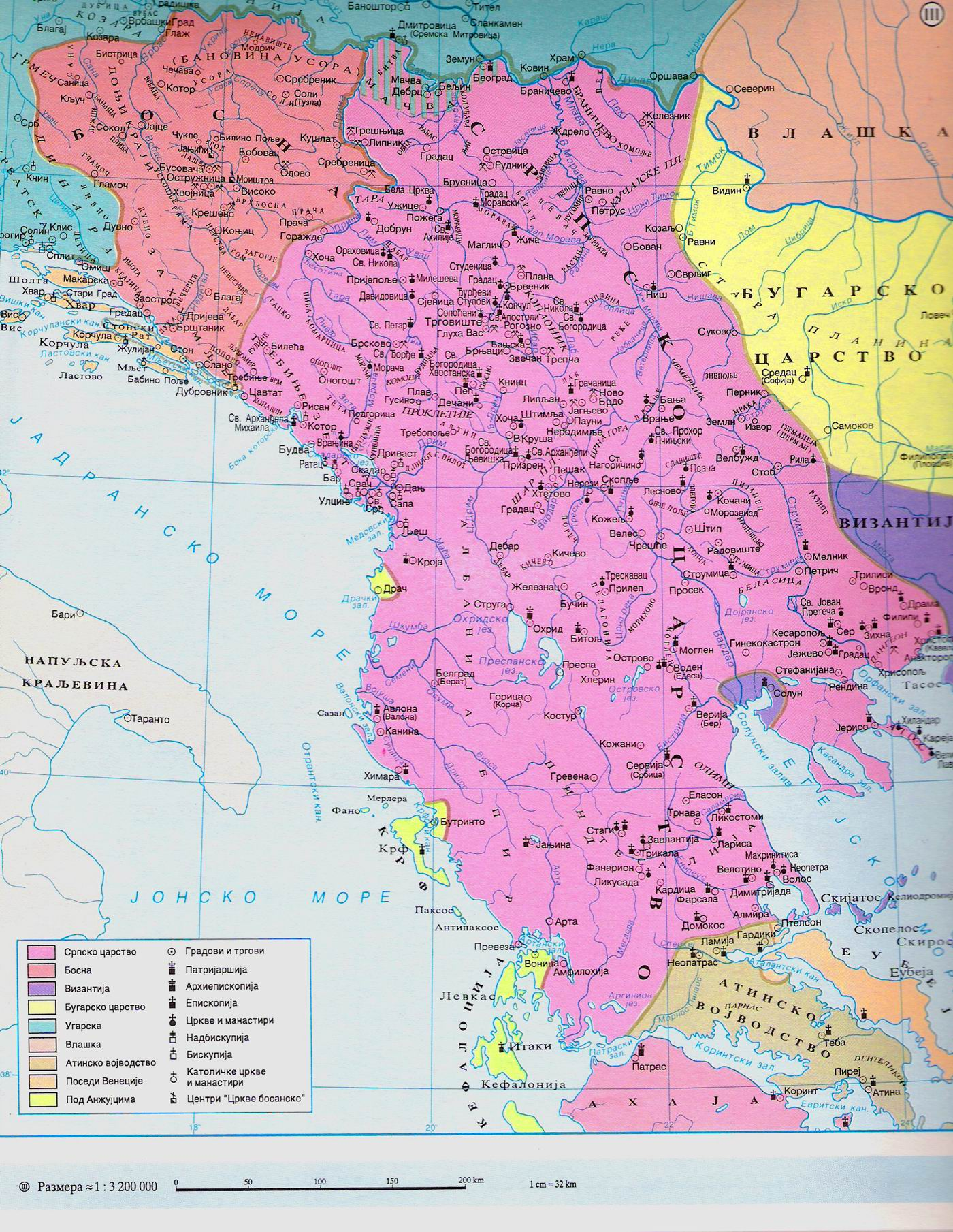
Mapa detallat

Donada la curta edat de l'infant Manfret, Frederic designa com a Vicari General a Berenguer Estanyol, d'Empúries. Durant 5 anys Berenguer estanyol actuà com a cap de facto de la companyia, en aquest temps les accions d'aquest foren d'un eminent sentit pràctic, plantejant relacions amb els estats veïns, evitant accions espontànies i repel·lint atacs per part del Dèspota de l'Epir i l'Imperi Oriental.
A la mort de l'infant Manfret (1317) el ducat passà a mans de Guillem de Sicília, fill de Frederic. Com en el cas d'en Manfret, el control de la companyia caigué en mans d'un vicari general: Alfons Frederic d'Aragó, fill natural de Frederic II, el qual reemplaça a Estanyol en el càrrec.
Sota el vicariat d'Alfons Frederic els dominis de la companyia prenen la seva màxima dimensió. Pel seu matrimoni amb Marulla de Verona, filla de Bonifaci de Verona, li va aportar en dot Egina i la senyoria de Carist de Negrepont (Eubea) i es conqueriren diverses parts de Tessàlia que foren unides al ducat d'Atenes, formant d'aquesta manera el Ducat de Neopàtria.
La Companyia s'organitzà com una república militar catalana, que era la propietària legal dels dos ducats. Creà institucions i escollí els seus propis governants que estaven sota el vassallatge nominal dels descendents de Frederic II de Sicília. La màxima autoritat de la república militar era el duc, la vida pública s'articulà a través de la Universitat de Cetines i els funcionaris es regiren pels Usatges de Barcelona. La Guerra civil romana d'Orient del 1321-1328 entre Andrònic II Paleòleg i el seu net Andrònic obligà l'emperador a avortar la campanya que preparava contra el ducat d'Atenes.
Durant, aproximadament, dues dècades la Companyia mantingué encara una estructura militar, si bé el Duc d'Atenes era el cap absolut d'aquesta, normalment delegava el seu poder en un governador. Aquesta figura prengué diferents denominacions en els primers anys: Capitaneus (com Berenguer Estanyol), Presidens (Alfons Frederic) o bé vicarius generalis (com Roger de Llúria) Amb tot durant aquest període el governador aglutinava el poder civil i militar. A partir de 1331 els dos poders començaren a dissociar-se. El duc nomenava la cancelleria, mentre que la companyia escollia síndics i consellers. Tot seguin els usos catalano-aragonesos es desenvolupà una organització perifèrica dels ducats en Verguers i Castellans, mentre que altres ciutats importants (com Tebes, Neopàtria i Sidirókastron) constituïren les seves universitats individuals.

## Incorporació a la Corona d'Aragó
El domini dels ducats es perllongà durant 70 anys i no fou fins al 1380, ja en els temps de Pere el Cerimoniós, que ambdós territoris quedaren formalment units a la Corona d'Aragó. Al cap de vuit anys, el 1388, i uns 80 anys després que els catalans el conquerissin, el Ducat d'Atenes caigué en mans del florentí Nerio Accianoli, que també ocupà el Ducat de Neopàtria l'any 1390.

## Testimoniatges sobre la presència de la companyia[Nota 21]
La presència de la companyia va deixar una empremta en el folklore i el llegendari popular de les diferents regions on passaren (àrea Balcànica i Grècia). Val a dir que part d'aquest substrat ha arribat fins a l'actualitat i que gran part d'aquest (si no tot), a causa de la devastació provocada pels almogàvers, és de caràcter negatiu.
De la regió de Tràcia ens arriba el famós refrany: "que la venjança dels catalans caigui damunt teu", tramès per Montcada.
A Bulgària les expressions "català" i "fill català" signifiquen "home malvat, sense ànima, torturador". Aquesta mala fama arribà a transcendir els límits del folklore per a influir en poetes com Ivan M. Vazoz qui en el poema Pirates, publicat per primer cop l'any 1915, cita als catalans al costat dels turcs com els majors opressors de la nació búlgara.
A Tessàlia l'expressió "Ets un català!" era proferida com a insult fins a ben acabat el segle xx.
A Grècia:
- A Atenes els nens de la dita ciutat acompanyaven el seu joc amb la següent cançó insultant:

"Franc, vareg,
"pitsi" català, 
 et rentes, et pentines, i amb merda t'empastifes"
- A la regió de Parnàs es recollí el refrany: "Vaig fugir dels turcs per caure en mans dels catalans"
- A l'illa d'Eubea se sap que a la primera meitat del segle xx la paraula català era proferida a la regió de Carist com a insult i es té documentada la utilització d'una forma aberrant d'aquest mot com a renom sarcàstic:

«Catalós. Renom d'un camperol desvagat del poble de Pirgos, a la regió de Carist.[…] A vegades es doná a aquells a qui es vol insultar.»
- A Hipati (Patres capital del Ducat de Neopàtria) encara hi són presents moltes maledicències, llegendes i cançons.

Quant a toponímia al proper poble de Milees hi ha un rierol que porta per nom Català
Refranys i dites:
"Que et vegi sota l'espasa d'un català"
"El grec es rentava i el català s'emmerdava", en referència a la brutor dels catalans (tret que es força emprat, en tota Grècia, per descriure als catalans).
En referència a la irreverència dels catalans vers la religió hi trobem diferents exemples:
"El català menja carn fins i tot en Divendres Sant",
"Dejuna com el català", per referir-se a qui no dejuna.
Vers el cançoner popular també hi son presents diferents exemples:
a la balada popular La maledicció de l'abandonada, entre les calamitats que desitja la protagonista a qui l'abandonat hi apareixen els següents versos:
"Que caiguis sota espases franques i en mans de catalans que et lliguin les mans amb unes manilles i t'estrenyin el coll amb un garrot"
cançó de bressol cantada fins fa poc a Hipati:
"Surt el sol per Arta i il·lumina tota Patres. Senyor sol i rei, dona'm força i coratge per cenyir-mes set espases i lluitar contra els francs, contra els francs i els varegs, contra els gossos catalans. Gos català, no dejunes el divendres, ni dejunes el dissabte, quan Crist és a la tomba. Els fills de la Romània són com lleons en el seu cor, són com lleons, són com falcons, són com els dofins del mar"
Així mateix a la regió de Mani, al sud de Lacònia, es conserva un record admiratiu dels almogàvers i el mot català fou utilitzat a vegades com a nom propi, com a exemple al poble de Piondes (Làguia) existia fins fa ben poc una família amb el cognom "Català".
A la regió peloponèsia de l'Argòlida, "catalana" era el pitjor insult que es podia dir a una dona, com es posa de manifest en l'expressió "Ah catalana, mil torts m'has fet".
A l'actual Albània
El mot "català" significa "home lleig i dolent"
Així mateix per "Català" ("Katallani") es designa, en el folklore albanès, un monstre amb un sol ull, que recorda en molts aspectes al ciclop Polifem. Dit ciclop apareix representat com un ferrer salvatge que s'alimenta de carn humana, sense genolls, per la qual cosa no es pot ajupir, i amb cames llargues com pals de vaixell. A ell s'hi enfronta un jove heroi anomenat Dedaliya que el venç amb ajut de la seva astúcia. Aquesta tradició, en diferents versions, s'anomena normalment amb el títol de Dedalia dhe Katallani (Dedalia i el Català).

## Reparació

Joaquim Nadal i l'hegumen Efraïm durant la inauguració de la restauració de la torre del tresor del monestir de Vatopedi

El 1993, el cantautor escalenc Josep Tero fou expulsat del monestir dels Ibers, al mont Atos, després d'identificar-se com a català, i es veié obligat a passar la nit a la intempèrie. Colpit per aquesta experiència, en tornar a Catalunya treballà incansablement per aconseguir la reconciliació entre catalans i grecs. Els seus esforços arribaren a bon port el 2005, quan el portaveu de la Generalitat de Catalunya i conseller de Política Territorial, Joaquim Nadal, i l'hegumen del monestir de Vatopedi inauguraren la restauració de la torre del tresor del monestir, finançada amb 240.000 euros per la Generalitat com a desgreuge per les massacres que els almogàvers hi havien comès al segle xiv. La torre del tresor és un antic trull que acull l'esplèndida col·lecció d'obres d'art regalades al monestir al llarg de la història pels emperadors romans, els tsars de Rússia i altres monarques cristians.

### Obres citades
- Bolea Robres, Chusé L. Almugávares. Via Sus! (en castellà).  Saragossa: ARA Cultural, 2010. ISBN 978-84-613-8317-7.
- Ferrer i Mallol, Maria Teresa. Els catalans a la Mediterrània oriental a l'edat mitjana: Jornades Científiques de l'Institut d'Estudis Catalans, Secció Històrico-arqueològica : Barcelona, 16 i 17 de novembre de 2000.  Barcelona: Institut d'Estudis Catalans, 2003. ISBN 8472836703.
- Finlay, George. Tozer, Henry Fanshawe (ed.). A history of Greece, from its conquest by the Romans to the present time, B. C. 146 to 1864 (en anglès). 1887a ed..  Oxford: Clarendon Press, 1887.
- Montcada i de Montcada, Francesc de. Expedición de los catalanes y aragoneses contra turcos y griegos (en castellà), 1623.
- Muntaner, Ramon. Crònica de Ramon Muntaner, 1325-1332.
- Paquimeres, Jordi. De Michaele et Andronico Palæologis libri tredecim (en grec i llatí).  Editat per Weber, 1835, 1308.
- Rubió i Lluch, Antoni; Ferrer i Mallol, Maria Teresa. Diplomatari de l'Orient català (1301-1409). 2001a ed..  Institut d'Estudis Catalans, 1947, p. 798. ISBN 9788472836129.
- Rubió i Lluch, Antoni; Ayensa i Prat, Eusebi. Eusebi Ayensa i Prat (ed.). El record dels catalans en la tradició popular, històrica i literària de Grècia.  Publicacions de l'Abadia de Montserrat, 2001, p. 159. ISBN 8484153185.
- Sáez Abad, Rubén. Los Almogávares y la amenaza turca 1303-1312 (en castellà).  Madrid: Almena, 2008 (Guerreros y Batallas, núm. 49). ISBN 9788496170933.
- Vilanova, Arnau; Nadal Canyellas, Juan; Benetos, Dionisio. Anscari M. Mundó (Ed.). Arnaldi de Villanova tractatus octo in græcum sermonem versi: (petropolitanus græcus 113).  Barcelona: Institut d'Estudis Catalans, 2002, p. 446. ISBN 9788472836600.
- Vinas, A.; Vinas, R. La Companyia Catalana a Orient (1303-1311).  Rafael Dalmau, Editor, 2017. ISBN 978-84-232-0828-9.